# Caton d'Utique
Pour les articles homonymes, voir Caton.
Caton d'Utique (Marcus Porcius Cato Uticencis), ou Caton le Jeune (Cato Minor), né en 95 av. J.-C. à Rome et mort le 12 avril 46 av. J.-C. à Utique (Tunisie actuelle), est un homme politique romain et un influent sénateur conservateur de la fin de la République romaine. Ses principes conservateurs se fondent sur la préservation de ce qu'il considère comme les valeurs traditionnelles romaines (mos majorum) en déclin. Il est resté dans l'histoire comme une figure du stoïcisme, célèbre pour sa fermeté d'âme ; sa réputation d'honnêteté et de respect des traditions lui donne une influence politique, qu'il mobilise contre de puissants généraux de son époque comme Jules César et Pompée.
Avant la guerre civile de César, Caton remplit diverses fonctions politiques. En tant que questeur en 63 av. J.-C., il est félicité pour son honnêteté et son incorruptibilité dans la gestion des finances de Rome. Devenu tribun de la plèbe en 62 av. J.-C., il fait passer des lois renforçant la distribution des céréales et forçant les généraux à abandonner leurs armées et leur commandement avant de se présenter aux élections. Il refroidit les ambitions de Pompée en s'opposant à une loi proposée par les alliés de ce dernier pour transférer le commandement militaire à Pompée contre la conjuration de Catilina. Avec plus ou moins de succès, il s'oppose au programme politique de Jules César lors du premier consulat de ce dernier en 59 av. J.-C.. Parti pour Chypre l'année suivante, il est à nouveau distingué pour l'honnêteté de son administration, et à son retour, est élu préteur en 54 av. J.-C..
Il soutient le consulat de Pompée en 52 av. J.-C. pour des raisons politiques, afin de l'écarter de son alliance avec César, avec succès. Lui et ses alliés soutiennent une politique de confrontation contre César ; bien que Caton n'ait jamais prêché directement la guerre civile, cette politique a contribué à déclencher la guerre civile de César en 49 av. J.-C.. Pendant la guerre civile, Caton s'allie à Pompée et tente de minimiser les pertes chez les citoyens romains. Mais après la défaite de Pompée à Pharsale, puis celle de ses propres forces à Thapsus, il préfère se suicider plutôt que de devoir mendier ou recevoir le pardon de César. Son suicide fait de lui un martyr et un symbole de l'ancienne République romaine.
Son influence politique est enracinée dans ses principes moralistes et son incarnation des valeurs traditionnelles romaines, ce qui plaît à la fois aux sénateurs et aux électeurs romains fondamentalement conservateurs. Cependant, il est critiqué à la fois par ses contemporains et par les historiens modernes pour sa trop grande intransigeance dans son opposition à César et aux autres généraux. Cette tactique a mené à la création du Premier triumvirat et à la guerre civile.
Son épithète de Caton « le jeune » le distingue de son arrière-grand-père Caton l'Ancien, qui était lui aussi considéré comme une incarnation de la tradition romaine.

## Biographie

### Jeunesse
Caton naît en 95 av. J.-C. de Marcus Porcius Cato (son père homonyme) et de Livia Drusa. Il est l'arrière-petit-fils de Caton l'Ancien, qui était un homo novus et le premier membre de la famille élu consul. Caton l'Ancien était réputé pour son austérité et son attachement aux valeurs traditionnelles romaines, qu'il affectait pour des raisons politiques, afin d'accroître sa réputation de « premier représentant du mos majorum ».
Caton et sa sœur Porcia sont orphelins très jeunes, probablement avant que Caton n'ait atteint sa quatrième année, et ils sont pris en charge par leur oncle maternel Marcus Livius Drusus. Après l'assassinat de ce dernier et le début de la guerre sociale en 91 av. J.-C., Caton et Porcia sont probablement confiés à leur autre oncle Mamercus Æmilius Lepidus Livianus. Avec Caton et Porcia, il prend aussi en charge leur demi-frère et leurs deux demi-sœurs, nés du premier mariage de Livia Drusa avec Quintus Servilius Caepio. Caton est particulièrement proche de son demi-frère Cnaeus Servilius Caepio et de sa demi-sœur Servilia Caepionis, qui deviendra plus tard l'épouse de Marcus Junius Brutus, la maîtresse de Jules César et la mère de Brutus, l'assassin de César.
Les histoires sur l'enfance de Caton sont largement peu fiables, et principalement destinées à suggérer que son caractère d'adulte s'est forgé dès l'enfance. Il est dit notamment que Caton est un mauvais élève, ou que Quintus Pompaedius Silo — un des chefs italiens pendant la guerre sociale — menace Caton de le pendre par une fenêtre jusqu'à ce qu'il s'exprime en faveur de la citoyenneté italienne, mais Caton reste silencieux. Une autre anecdote indique qu'amené à quatorze ans au palais de Sylla et apercevant les têtes sanglantes des proscrits, il demande à son tuteur un poignard, afin, dit-il, d'affranchir Rome de son tyran.
Vers l'âge de seize ans, Caton est introduit parmi les quindecemviri sacris faciundis, un collège de prêtres chargé de consulter et d'interpréter les Livres sibyllins. Cette nomination prestigieuse, probablement obtenue par son oncle Mamercus Lepidus, place Caton au centre de l'élite sénatoriale.

### Débuts en politique

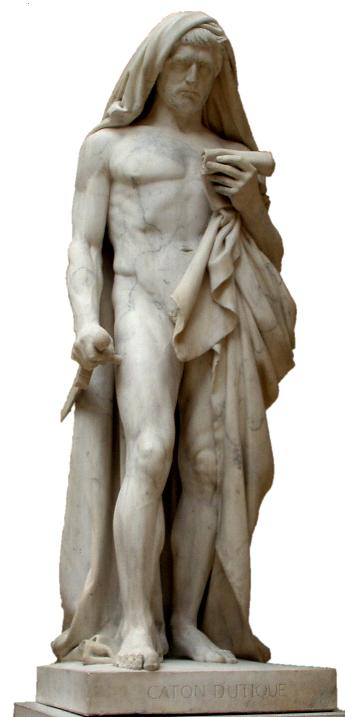
Caton d'Utique lisant le Phédon avant de se donner la mort de Jean-Baptiste Roman et François Rude, musée du Louvre.

Peu après sa nomination parmi les quindecemviri sacris faciundis, Caton reçoit son héritage, ce qui fait de lui un citoyen riche, bien que modeste parmi l'élite romaine. Plutarque rapporte qu'à la même époque, il commence à étudier le stoïcisme avec le philosophe Antipater de Tyre, ainsi que l'épicurisme avec un certain Philostrate et le péripatétisme avec un certain Démétrius.

#### Incarnation dumos majorum
Il commence en même temps à démontrer en public un attachement à l'ancien temps. Il adopte un style de vie austère, refusant de voyager à cheval et préférant aller à pied, marchant pieds nus en ville et portant la toge sans tunique par-dessous. Ses choix sont calqués sur les statues des héros et fondateurs légendaires de Rome, plutôt que dictés par ses inclinations philosophiques, ils sont délibérés et politiques :

« Il a été élevé dans une maison riche et aristocratique, qui n'était pas connue pour se démarquer de la culture contemporaine (...) Il a pris une décision délibérée de se détacher des normes de ses pairs (...) face à de grands défis dans la carrière politique qu'il avait l'intention de suivre, il a utilisé son meilleur atout — la réputation de son arrière-grand-père comme héraut de la tradition — pour améliorer son propre statut.
En adoptant le style vestimentaire archaïque inspiré par les statues des anciens héros de Rome, il a cherché à se présenter comme l'idéal de la vertu romaine. Cette incarnation de la tradition ne pouvait que plaire aux sénateurs conservateurs (...) mais le comportement unique de Caton l'a aussi rendu très populaire. »

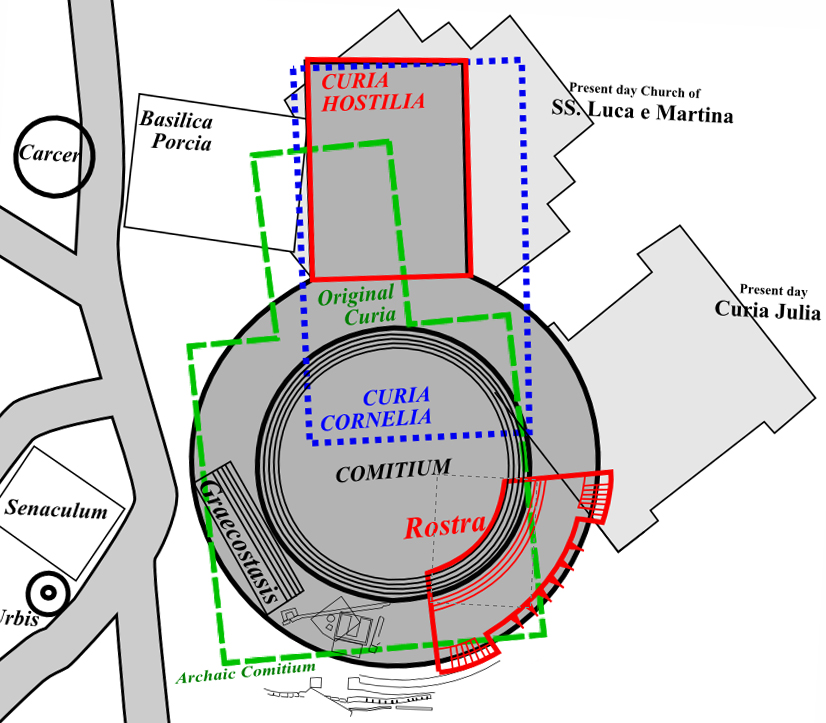
Ancien emplacement de la basilique Porcia, à gauche de la curie Hostilia (en rouge) sur le Forum romain. Érigée par Caton l'Ancien, c'était la première basilique de Rome. Le bâtiment a brûlé en -52.

Sa première apparition sur la scène publique le voit s'opposer aux modifications de la basilique Porcia, un bâtiment public construit par son arrière-grand-père Caton l'Ancien en 184 av. J.-C. quand il était censeur. Les tribuns de la plèbe demandaient de déplacer une colonne qui cachait la vue du Forum romain. Il était prévisible que Caton défende le monument — ces monuments réhaussaient le prestige des familles qui les construisaient — mais la colonne ne faisait peut-être pas réellement partie de la basilique. Caton utilise cette occasion pour entrer dans la vie publique en défendant l'honneur et la réputation de sa famille, afin de démontrer sa pietas et renforcer son lien avec son célèbre ancêtre.

#### Mariages et alliances
Le premier mariage de Caton a lieu quand il a une vingtaine d'années. Il est d'abord fiancé à sa cousine Æmilia Lepida, fille de Mamercus Lepidus. Les raisons de ces fiançailles ne sont pas claires, car Caton étant déjà proche de Mamercus Lepidus, son mariage avec sa fille ne lui aurait pas apporté de nouvelle alliance : il est probablement motivé soit par l'amour, soit par une dot importante. Avant cela, Æmilia Lepida est d'abord fiancée à Metellus Scipion, mais ce dernier rompt les fiançailles, ce qui permet à Caton de se fiancer à Æmilia Lepida. Cependant, Scipion revient ensuite sur sa décision et Mamercus Lepidus décide qu'une alliance avec Scipion est préférable. Scipion épouse Æmilia Lepida peu de temps après. Caton, en colère, menace de poursuivre son oncle en justice pour lui faire tenir son engagement, mais il en est dissuadé par ses amis.
Il épouse alors Atilia, fille d'un certain Atilius Serranus dont l'identitié exacte est inconnue. La gens Atilia a des ancêtres consuls, mais aucun de ses membres n'est parvenu au consultat depuis le IIe siècle av. J.-C.. Il est le père de Marcus Porcius Cato et de Porcie, épouse de Brutus. À la même époque, il arrange le mariage de sa sœur avec Lucius Domitius Ahenobarbus. Les unions de ses demi-sœurs lui permettent aussi de développer un grand réseau d'alliés politiques.

#### Service militaire
En 72 av. J.-C., Caton se porte volontaire pour combattre dans la troisième guerre servile contre Spartacus, probablement pour soutenir son demi-frère Caepio, qui est tribun militaire dans l'armée du consul Lucius Gellius Publicola. L'armée perd deux batailles, mais la valeur de Caton est reconnue. Le consul Gellius le recommande pour une décoration, mais Caton refuse publiquement en déclarant que les exigences militaires de Gellius sont trop faibles. Les nouvelles de son refus parviennent à Rome, ce qui renforce la réputation de Caton.
En 67 av. J.-C., il se présente à son tour comme tribun militaire et remporte l'élection. Il est alors envoyé en Macédoine sous les ordres du propréteur Marcus Rubrius, où il gagne le respect des soldats en partageant leurs fardeaux et en les traitant avec justice. Il insiste aussi pour aller à pied et refuse de chevaucher. Un hiver, il voyage à Pergame et se lie avec le philosophe Athénodore Cordylion. Alors que Caton l'Ancien dédaignait les philosophes grecs, Caton d'Utique ramène Athénodore à Rome.
Pendant son service militaire en Macédoine, Caton apprend que son demi-frère Caepio est malade et agonise en Thrace. Il se rend immédiatement à son chevet, mais arrive après sa mort. Caton est submergé de chagrin, et en dépit du principe stoïcien de l'apatheia (vie sans passions), il ne regarde pas à la dépense pour organiser des funérailles somptuaires. Après la fin de son service militaire, il continue de voyager en Asie mineure et en Galatie. Avant de rentrer à Rome, il rend visite à Pompée qui supervise alors les préparatifs de la troisième guerre de Mithridate. Plutarque affirme que Caton reçoit un accueil exagérément respectueux du proconsul, ce dont les historiens modernes doutent.

### Entrée dans la vie politique
Caton rentre à Rome au début de l'année 65 av. J.-C. avec l'intention de se présenter comme questeur plus tard dans l'année. Il passe beaucoup de temps à étudier les lois liées à cette charge — en particulier sur l'administration des finances de l'état à Rome et dans les provinces — ce qui le pousse peut-être à s'engager dans des réformes liées aux finances de l'état. Il est élu sans difficulté et commence sa charge le 5 décembre 65 av. J.-C..
À la même époque, Lucullus, un des hommes les plus riches de Rome et le commandant des troupes opposées à Mithridate VI pendant la troisième guerre mithridatique, approche Caton pour lui demander la main de sa demi-sœur Servilia la Jeune. Ce mariage est probablement pour Lucullus un moyen de gagner des alliés pour lui procurer un triomphe contre Mithridate, ce qui lui avait été refusé par les soutiens de Pompée qui voulaient que ce soit lui qui bénéficie du triomphe à son retour d'Asie. Caton accepte et après le mariage, pendant son mandat de questeur, il aide Lucullus, pendant sa deuxième ou sa troisième année de campagne, à l'emporter sur ses adversaires et à obtenir son triomphe en 63 av. J.-C..

#### Questeur
Élu questeur, il se signale par sa rigueur en examinant les archives du Trésor au début de son mandat, et en faisant procéder à de nombreuses rectifications d'irrégularités financières dues aux négligences administratives de ses prédécesseurs. Il est affecté à la trésorerie de l'État ou aerarium. La complexité des lois financières romaines et de la tenue des comptes avait conduit les jeunes aristocrates romains devenus questeurs à déléguer la plupart du travail au personnel du trésor, favorisant largement la corruption. Caton commence son mandat en poursuivant plusieurs employés et en licenciant plusieurs autres. Même quand l'un d'entre eux est acquitté par le censeur Quintus Lutatius Catulus, Caton refuse de le réembaucher,.
Il se met également à recouvrer d'anciennes dettes et fait de rapides paiements aux créanciers de l'état. Il s'associe à Jules César, qui vient de compléter son cursus de curule aedile et est devenu procureur à la cour, pour révoquer l'immunité et les paiements donnés aux hommes ayant reçu des primes pour les assassinats perpétrés pendant les proscriptions de Sylla. Il change aussi les procédures pour s'assurer que les archives du trésor public rejettent les documents frauduleux.
Plutarque affirme que lors de son dernier jour à l'aerarium, Caton a découvert que son ami et collègue questeur, Marcus Claudius Marcellus, a enregistré des documents frauduleux. Il s'est alors empressé de les supprimer avant la fin de son terme. Il a aussi dépensé une forte somme d'argent — environ cinq talents, représentant 4 % de son héritage — pour faire faire des copies des archives du trésor public depuis Sylla à sa propre époque afin de les garder sous la main.
Caton a gagné une excellente réputation d'honnêteté dans son administration de l'aerarium. Selon sa biographie par Plutarque, il « a enseigné aux hommes qu'une cité peut être riche sans traiter ses citoyens injustement » et « a apporté à la questure une meilleure estime qu'au sénat, si bien que tout le monde a pensé et dit que Caton a donné à la questure la dignité du consulat ».

#### Tribun

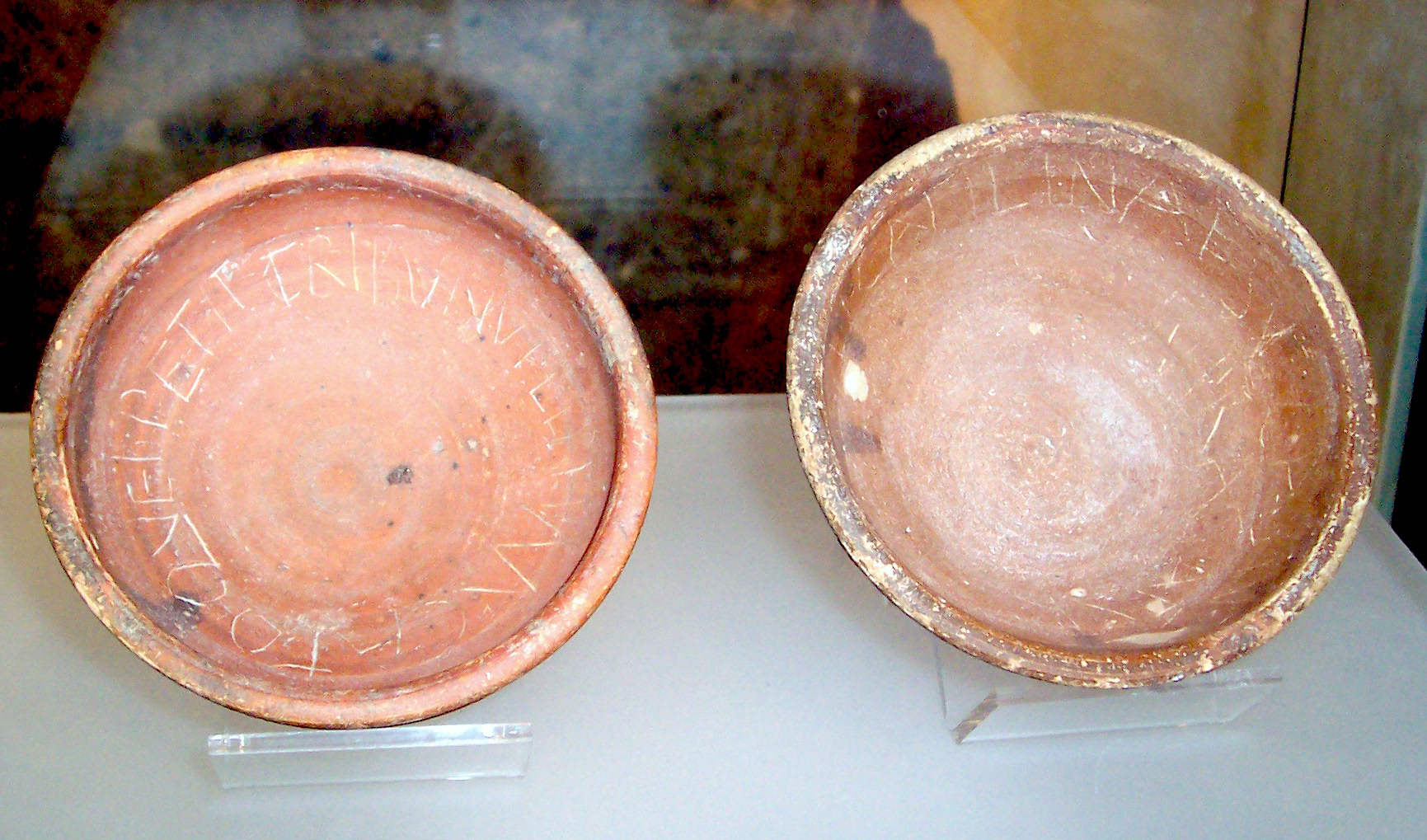
Coupe de propagande de Caton (à gauche, celle de droite appartient à la propagande de Catilina), pour sa campagne à l'élection de tribun de la plèbe. Ces coupes remplies de nourriture ou de boisson étaient distribuées dans les rues, et portaient une inscription en faveur du candidat à l'élection.

En 63 av. J.-C., Caton se présente aux élections des tribuns de la plèbe pour l'année 62 av. J.-C.. Après son élection, mais avant le début officiel de son mandat en décembre, il s'oppose à l'attribution de nouveaux honneurs à Pompée, poursuit en vain Lucius Licinius Murena pour corruption, puis prend part à un célèbre débat à propos de la conjuration de Catilina.

##### Conjuration de Catilina

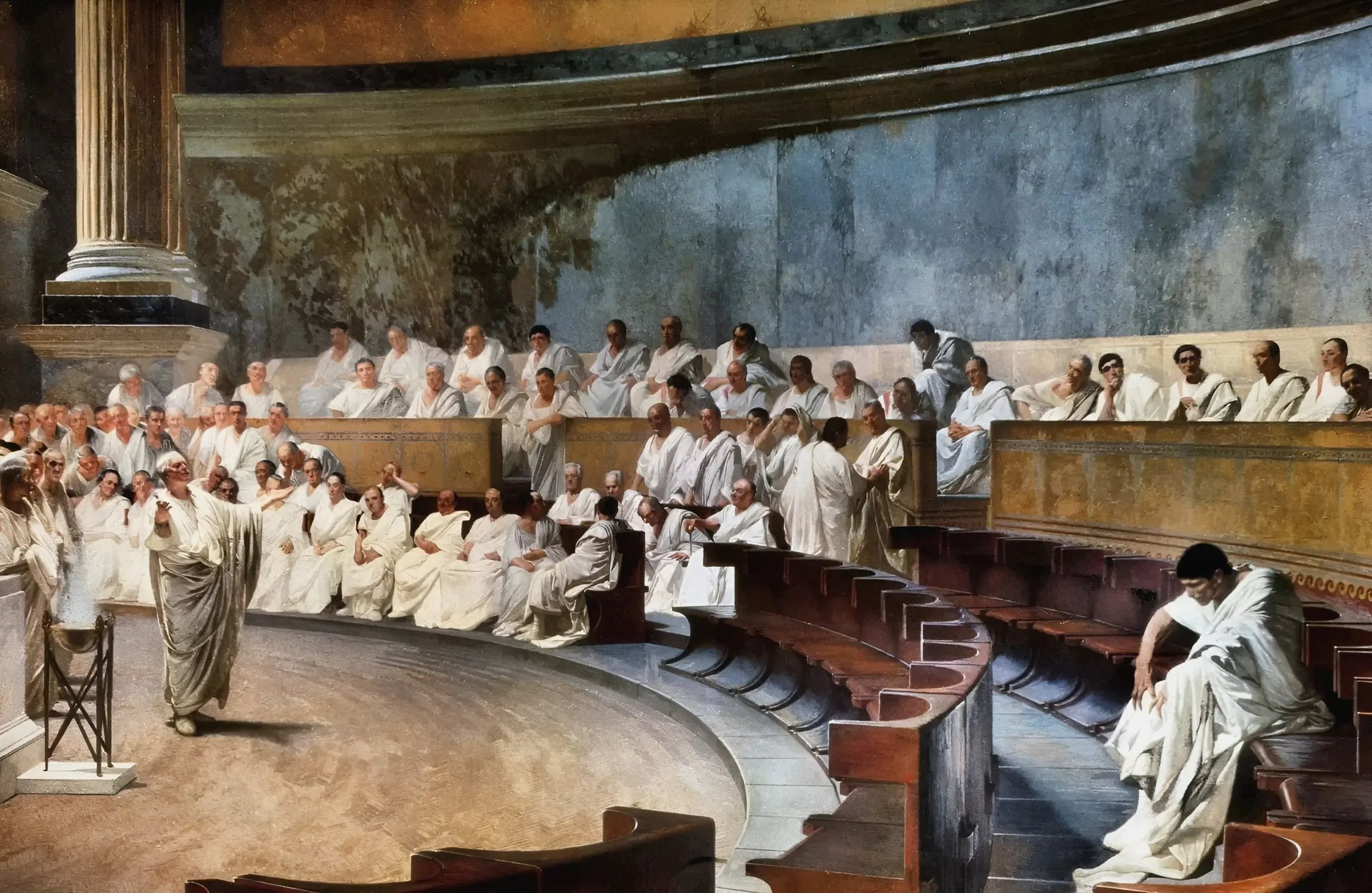
Cicéron dénonce Catilina par Cesare Maccari, 1889.

Lucius Sergius Catilina, un noble patricien, se lance dans une rébellion contre l'État romain en levant une armée en Étrurie. Lorsqu'il découvre un plan d'assassinat des consuls et d'autres magistrats romains, Cicéron fait arrêter les conspirateurs dans la ville, et demande leur exécution sans procès, en violation du droit des citoyens romains à se défendre. Bien qu'il ait été en mesure de le faire de sa propre autorité de par un senatus consultum ultimum, il préfère porter l'affaire devant le sénat romain, probablement pour que ce dernier en prenne aussi la responsabilité. Exécuter les conspirateurs est inédit : l'usage de la force contre des citoyens armés est alors jugé acceptable, mais pas l'exécution sommaire de prisonniers.
Decimus Iunius Silanus, époux de la demi-sœur de Caton Servilia Caepionis et consul élu, parle le premier en faveur de la mort des conjurés, et il est suivi par les anciens consuls. Jules César, préteur élu, s'y oppose en proposant d'emprisonner les conspirateurs, et commence à gagner des soutiens. Selon Salluste, Caton, dont le discours a lieu deux ou trois discours après celui de César, convainc les sénateurs de les mettre à mort en s'opposant à l'avis de Jules César, affirmant que le sénat est trop doux envers des ennemis de l'état et que ce serait de la folie d'attendre l'ultime preuve de leur culpabilité — qui serait le renversement de l'état — puisque cette preuve même empêcherait d'appliquer la loi contre eux, et que ce précédent demande une action sévère. Dans le récit qu'en fait Salluste, Caton et César invoquent tous les deux le mos majorum : César affirme que l'exécution des conspirateurs serait « un nouveau type de punition » et qu'en la soutenant, Caton serait en contradiction avec son ancêtre Caton l'Ancien, qui a été indulgent envers les habitants de Rhodes après la Troisième guerre macédonienne. Caton, de son côté, considère qu'exécuter des traîtres est en accord avec l'ancienne tradition romaine. César étant préteur élu et amené à diriger une cour de justice permanente, son discours semble être fondé sur le fait qu'en tant que juge, il soutiendrait des poursuites pour meurtres, tandis que les contre-arguments de Caton semble vouloir convaincre les sénateurs d'agir fermement et agressivement en jouant sur leurs peurs.
Caton et ses alliés politiques voient dans le procès de Catilina un moyen de faire tomber César politiquement, voire de le faire disparaître tout court, en l'incriminant comme complice. Une anecdote soutient que Caton aurait interprété une lettre d'amour de Servilia Caepionis à César comme une preuve de son implication à cette occasion ; si cette histoire est véridique, elle indique la méfiance de Caton vis-à-vis des motivations de César. La source de leur inimitié est à la fois personnelle et politique ; les historiens avancent plusieurs raisons, la simple opposition politique, l'envie face au succès social et politique de César — il est déjà élu pontifex maximus à ce moment, en battant un allié familial de Caton — ou des rumeurs selon lesquels César est le père naturel de Marcus Junius Brutus ou a acheté les faveurs de la fille de Servilia. Il est également possible de voir des ressemblances entre César et Catilina : César a probablement soutenu la candidature de Catilina comme consul, César et Catilina sont tous les deux des descendants d'un ancien clan patricien en déclin, ils sont tous les deux criblés de dettes, et César serait contraint à l'exil ou à la banqueroute s'il échouait dans sa carrière politique.

##### Autres actions comme tribun
La première action de Caton comme tribun en décembre 63 av. J.-C. est de proposer une loi pour élargir la distribution de céréales. Il le fait avec le soutien du sénat, selon Plutarque, afin de calmer le mécontentement dans la cité et renforcer la position du sénat. La loi double largement le nombre de personnes bénéficiant des distributions de céréales ; elle grève considérablement les finances publiques, mais fait de Caton l'un des plus généreux politiciens dans l'histoire de la distribution de céréales à Rome. Avec cette loi, il démontre aussi que la lex frumentaria n'est pas le domaine exclusif des populares, mais que « la défense de la distribution de blé n'a pas de parti ».
Un autre tribun, Metellus Nepos, propose deux lois destinées à conférer de nouveaux honneurs à Pompée : la première pour lui transférer le commandement des armées pour la campagne presque achevée contre l'armée de Catilina au nord de l'Italie, la seconde pour lui permettre de candidater in absentia à l'élection de consul en 61 av. J.-C. et de commander des troupes dans le pomerium, l'enceinte sacrée de la ville. Caton s'oppose fermement aux deux propositions. Quand Nepos présente ses lois pour la première fois, Caton essaie d'abord de l'en dissuader amicalement sans succès, et passe à l'invective quand il refuse. Le sénat, poussé par Caton, vote contre les deux lois, mais Nepos les porte quand même devant les assemblées populaires.
Avec César qui est son allié, Nepos convoque l'assemblée sur le Forum devant le temple de Castor et Pollux. Caton et un autre tribun, Quintus Minucius Thermus, forcent le passage pour s'y rendre aussi et Caton s'installe entre Nepos et César. Quand Nepos demande que sa proposition de loi soit lue, Caton s'y oppose. Nepos essaie alors de la lire lui-même mais Caton lui arrache son brouillon des mains, et quand il tente de la réciter de mémoire, Thermus lui met la main sur la bouche pour le faire taire, ce qui finit par déclencher une bagarre sur le Forum. En réaction à la violence engendrée, le sénat vote un senatus consultum ultimum ; Nepos doit quitter Rome pour rejoindre Pompée à l'est, tandis que César bat en retraite. Suétone et Plutarque affirment que Nepos, César ou les deux sont démis de leurs fonctions, mais les historiens modernes en doutent, le sénat n'ayant pas ce pouvoir pendant la république. Selon d'autres sources, le sénat a peut-être voulu ratifier le départ de Nepos — les tribuns ayant l'interdiction légale de quitter la cité — ce à quoi Caton s'oppose probablement.
Tout en se défiant de Pompée, Caton s'oppose constamment à l'ambition de Jules César. Avec un autre tribun nommé Lucius Marius, il fait voter une loi sanctionnant les dirigeants militaires qui donnent de fausses informations sur le nombre d'ennemis et de soldats romains tués dans leurs batailles, et les obligeant à jurer l'exactitude de leurs rapports à leur retour de campagne. Cette loi pourrait être dirigée contre César car celui-ci est sur le point de partir en Hispanie comme gouverneur, ce qui lui donne la possibilité de combattre au nom de Rome contre les tribus hispaniques. Caton est peut-être aussi impliqué dans une loi obligeant les candidats aux élections à faire leur déclaration de candidature en personne devant un fonctionnaire à l'intérieur de la ville. Une telle loi empêche un général d'avoir à la fois le commandement militaire et sa candidature, puisqu'en entrant dans l'enceinte du pomerium, ils sont obligés d'abandonner leur commandement militaire ou imperium. Cette loi peut avoir été dirigée contre Pompée dont on dit qu'il voulait redevenir consul à son retour de campagne, ou contre César pour le forcer à choisir entre le consulat et la gloire militaire.
À la fin de l'année 62 av. J.-C., Publius Clodius Pulcher fait scandale en s'introduisant dans le sanctuaire de la Bona Dea. Quand Clodius est acquitté des accusations de sacrilège en corrompant les jurés, Caton tente de corriger un vide juridique. Alors que les jurys, selon la lex Aurelia de 70 av. J.-C., sont composés équitablement de sénateurs, de chevaliers et de tribuni aerarii, les lois anti-corruption existantes ne s'appliquent qu'aux sénateurs, ce qui implique que la corruption des jurés non-sénateurs reste légale. Mais les tentatives de Caton de renforcer la loi anti-corruption se heurtent à ses alliés habituels, comme Cicéron, qui craint d'affaiblir le sénat en s'aliénant les chevaliers, et il doit finalement abandonner.

#### Dirigeant du sénat
Caton a la chance d'entrer dans la politique romaine à une époque où le sénat n'a pas de chef expérimenté. La guerre sociale, suivie par les guerres civiles de Sylla et les proscriptions qui les ont suivies, ont détruit un grand nombre de familles sénatioriales. À cause de ces pertes et d'une tendance accrue des consuls à entrer dans une semi-retraite plutôt que de rester actifs dans la vie politique après avoir quitté leurs fonctions, le nombre de dirigeants vétérans actifs au sénat — les consulares, ou anciens consuls — n'est plus que de neuf en 65 av. J.-C.. Les convictions de Caton en faveur du sénat et ses qualités d'orateur l'amènent à jouer un rôle actif en ralliant les sénateurs les plus conservateurs :
« Puisque les optimates n'étaient pas un vrai parti politique, Caton ne rejoignait pas un groupe spécifique de sénateurs liés par une position sociale ou politique particulière, mais revendiquait une place prééminente parmi ceux qui défendaient la conduite traditionnelle de la politique et la revendication du sénat à diriger l'état. »
Son mode de vie archaïque lui permet aussi d'avoir de l'influence sur les sénateurs et sur le peuple. Selon l'historien Fred Drogula, en se faisant « un exemple vivant de l'ancien citoyen romain (...) (il) touchait à la profonde veine de patriotisme et de conservatisme qui était dans le sang de chaque citoyen romain (...) être en désaccord avec (Caton) passait pour un rejet de la tradition romaine, et donc de Rome elle-même. » Son ancrage dans une famille ayant produit des consuls un siècle plus tôt renforce aussi son prestige au sein de l'élite sénatoriale.
Pour Fred Drogula, l'attitude de Caton posant comme « la voix des ancêtres lui permet de pousser les autres à adhérer à ses opinions », ce qui permet aussi de pallier ses moyens financiers limités dans un environnement politique coûteux, où payer largement les électeurs est un élement de campagne normal. Sa rigueur morale est aussi bien vue au sein d'un sénat qui veut se réprésenter comme moralement irréprochable. Cependant, elle en fait aussi un allié difficile, pour son manque de tolérance face aux écarts de ce qu'il considère comme les principes traditionnels romains.
À la fin de son mandat de tribun, il est remarquablement populaire au sein de la noblesse, en particulier pour un jeune sénateur n'ayant pas de victoire militaire à son actif. Il parvient aussi à unir le sénat, même à ce stade de sa carrière, contre Jules César. Cependant, ce succès conduit aussi César à adopter des tactiques plus agressives, ce qui l'amène plus tard à s'allier à Pompée et Crassus. Quelques années plus tard, de nombreux sénateurs conservateurs meurent ou prennent leur retraite. Caton dirige alors officieusement la frange la plus conservatrice des sénateurs, ce qui renforce encore son influence.

### Avant la guerre civile
Après son mandat de tribun, Jules César part pour l'Hispanie, tandis que Pompée revient à Rome en février 61 av. J.-C.. Pompée divorce de sa femme Mucia, la demi-sœur de Metellius Nepos, en partie pour adultère et en partie pour prendre ses distances avec Nepos et les émeutes pour lesquelles ce dernier a été sanctionné. Il demande alors la main d'une des nièces de Caton. Cette demande prouve qu'il reconnaît Caton comme un personnage politique majeur. Caton la rejette, peut-être parce qu'il a déjà l'intention de s'opposer aux lois de Pompée et à son installation en Asie mineure.
Cette opposition est probablement une erreur politique. Faute de pouvoir s'allier à Caton, Pompée se rapproche du sénat et cherche d'autres alliés pour assurer la retraite qu'il a promise à ses vétérans et la ratification de son installation en Asie mineure. Il tente de faire élire un de ses légats, Lucius Afranius, comme consul en 60 av. J.-C., et distribue pour cela d'énormes gratifications aux électeurs. Caton reprend alors son combat pour faire passer de nouvelles lois anti-corruption — proposées cette fois par le tribun Marcus Aufidius Lurco —, mais n'y parvient pas, les électeurs appréciant de recevoir des paiements généreux pour leurs votes. Lucius Afranius est élu consul en 60 av. J.-C., mais c'est aussi le cas de Quintus Caecilius Metellus Celer, qui est devenu l'ennemi de Pompée après le divorce de Mucia, dont Metellus Celer est aussi le demi-frère. Avec Caton et Lucullus, Metellus Celer fait obstruction avec succès aux propositions de Pompée pendant cette année. La même année, Caton s'oppose aussi à la proposition de renégocier les contrats des publicani, les collecteurs d'impôts, en Asie, que Crassus veut imposer par l'usure, sans se soucier de s'aliéner ainsi les riches publicani. Le succès de Caton contre Crassus et Pompée les oblige à repenser leur stratégie : pour les deux hommes, il est vital de tenir leurs promesses afin de garder leurs principaux soutiens.
En revenant d'Hispanie en juin 60 av. J.-C., César est obligé de choisir entre entrer dans la cité en abandonnant son commandement militaire pour se présenter aux élections comme consul, ou garder le commandement militaire et postuler à un triomphe mais renoncer aux élections, de par la loi votée par Caton. César demande à être dispensé d'appliquer cette loi — ces dispenses sont courantes — mais Caton fait obstruction à sa demande. À la surprise générale, César accepte finalement de renoncer à son triomphe pour se présenter comme consul. Caton et ses alliés tentent de décourager sa campagne en affectant les consuls à venir à une mission sans intérêt en Italie. Ils font aussi élire au consulat un concurrent de César, Marcus Calpurnius Bibulus, qui est aussi le beau-fils de Caton, en payant à leur tour les électeurs à la hauteur des cadeaux de César en dépit des positions anti-corruption de Caton. César et Bibulus sont tous les deux élus consuls en 59 av. J.-C..
Caton et ses alliés s'étant opposés avec succès à Pompée et Crassus, cela présage mal des chances de César de s'imposer comme consul. Ayant besoin de faire passer ses propres lois, César forme une alliance avec Pompée et Crassus, qui sera connue sous le nom de Premier triumvirat, bien que certains historiens modernes rejettent ce nom. César y est le plus jeune et joue un rôle de médiateur pour s'assurer que Pompée et Crassus, qui sont eux-mêmes rivaux, coopèrent.

#### Consulat de César
César commence son consulat en proposant au sénat une loi visant à distribuer des terrains à des citoyens pauvres et à des vétérans de Pompée. Bien écrite, présentée traditionnellement au sénat et respectueuse de ses prérogatives, cette loi offre à Caton peu de raisons de s'y opposer ouvertement. Il tente alors d'y faire obstruction. Pendant tout le mois de janvier, il empêche le sénat de travailler sur cette loi, ce qui lui vaut d'être jeté en prison sur l'ordre de César avant d'être relâché. César décide alors de porter la loi devant le peuple.
Appelé à débattre publiquement de la loi, Bibulus, ne trouvant pas de raison de s'y opposer, déclare avec frustration « Vous n'aurez pas cette loi cette année, même si vous la vouliez tous ! » Caton et Bibulus se rendent alors tous les matins sur le forum pour affirmer que les oracles sont défavorables et empêcher les votes, jusqu'à ce qu'ils attaqués dans la rue et bombardés de fumier. La loi est alors votée. César demande aussi que les sénateurs prêtent serment de faire respecter la loi sous peine de punition. Caton et son allié refusent, mais Cicéron les en persuade en leur faisant remarquer que Caton serait plus utile à la république à Rome qu'en exil. Ils finissent par prêter serment un jour avant la fin du délai imposé.
De nombreuses personnes se rangent du côté de César après l'embarrassant obstructionnisme de Bibulus, qui préfère se confiner chez lui. César en profite alors pour faire passer rapidement de nouvelles lois, pour reconnaître Ptolémée XII comme roi d'Égypte, ratifier l'installation de Pompée en Orient, renflouer les publicani de Crassus, et ajouter la Campanie à la lex agraria. Caton et ses alliés s'y opposent mais sans succès. Plutarque affirme que Caton est à nouveau envoyé en prison pour son opposition, mais c'est peut-être apocryphe. Caton vote contre la lex Vatinia qui donne à César le commandement de la Gaule cisalpine et de l'Illyrie pour cinq ans, disant aux sénateurs qu'ils se décrètent un tyran pour l'avenir,. Il s'oppose aussi à donner à César le commandement de la Gaule transalpine. Avec ses alliés, il se lance peut-être aussi dans un boycott des affaires publiques afin de semer le doute sur la légitimité des actes de César.
Caton soutient cependant une loi proposée par César, la lex Iulia de repetundis, qui définit les devoirs financiers et administratifs des gouverneurs et permet de porter plainte en cas d'exaction ou d'abus de pouvoir d'un gouverneur. Il ne s'oppose qu'aux lois qui bénéficient personnellement à César, ce qui n'est pas le cas de celle-ci.
Pendant tout le consulat, Caton et ses alliés organisent une propagande pour discréditer César et son triumvirat en les qualifiant de tyrans, un message renforcé par la violence subie par Bibulus pour l'empêcher de s'opposer au vote de la loi agraire. Il est ainsi plus difficile pour les trois alliés d'utiliser la violence, de peur de donner foi aux rumeurs lancées par l'opposition. Les sénateurs qui avaient été incités à suivre la politique de César commencent à quitter son camp, mais sans pour autant devenir catoniens, ce qui mène à une nouvelle distribution des alliances.

#### Chypre
Après le départ de César en Gaule, ses opposants commencent à remettre en question la légitimité de ses actions législatives. Publius Vatinius, le tribun ayant proposé la lex Vatinia donnant à César le commandement de la Gaule, passe en jugement, mais la cour est perturbée par une foule menée par Publius Clodius Pulcher.
Clodius Pulcher a été élu tribun de la plèbe pendant le consulat de César en 58 av. J.-C.. Plusieurs magistrats sont également favorables au triumvirat. En mars 58 av. J.-C., Clodius Pulcher promulgue une loi annexant l'île de Chypre. Son gouverneur doit d'abord être le consul Aulus Gabinius, un ami de Pompée, mais il ne peut pas prendre le poste et une nouvelle loi nomme Caton à sa place en tant que pro quaestore pro praetore.,. Les raisons de cette décision font débat : on pense généralement que Clodius Pulcher veut écarter Caton,, d'autres historiens y voient une tentative de former une alliance politique, ou que Caton a permis à Clodius Pulcher d'exiler Cicéron en échange, ou que le gouvernement de Chypre incluait d'avoir le rang de propréteur et que Caton accepte pour empêcher d'autres candidats moins scrupuleux d'en profiter pour piller la province. Les récits des réactions à cette nomination sont aussi divisés : Cicéron félicite Caton de l'avoir acceptée alors qu'il était contre l'annexion de Chypre, car il pense que Caton est la bonne personne pour cet emploi. Plutarque affirme que Caton a été forcé de partir. Selon les historiens modernes, il pourrait y avoir une autre raison au départ de Caton : il y avait peu de marge de manœuvre à Rome à cause du contrôle du triumvirat sur la magistrature, et partir pour Chypre permet à Caton de renforcer sa réputation de dirigeant honnête en attendant que la situation politique évolue.
Quand Caton arrive à Chypre et annonce son annexion, le roi de Chypre, ancien allié des Romains, préfère se suicider plutôt que devoir subir une déposition. Caton procède alors personnellement à l'inventaire et au partage des possessions royales. Il le fait avec soin mais s'aliène certains amis au passage en les recevant mal et en les traitant avec suspicion. La perte des livres de comptes de Caton, le faible montant des sommes recouvrées à Chypre et la préparation minutieuse de son retour à Rome suggère qu'il a pu se livrer à des détournements de fonds, ou permettre à son neveu Marcus Junius Brutus des détournements de fonds ou des prêts à taux usurier en son nom. Son administration de Chypre est cependant bien considérée grâce à sa réputation d'honnêteté. À son retour à Rome, il mène de facto une brillante parade navale sur le Tibre avant de convoyer vers le trésor de la cité les sommes récupérées à Chypre.

#### Retour de Chypre
Quand Caton revient de Chypre, Clodius Pulcher et Pompée se sont brouillés, et Cicéron a été rappelé d'exil avec le soutien de Pompée. Par gratitude et par dette envers lui, Cicéron devient un soutien de Pompée : peu après son retour, il propose une large et prestigieuse distribution de céréales, ainsi que des supplicationes particulièrement longues pour fêter les victoires de César en Gaule. Caton, de son côté, divorce de sa seconde femme Marcia, pour pouvoir la marier, avec le consentement de son père, à son ami Quintus Hortensius Hortalus afin de former une alliance politique.
En 56 av. J.-C., la coalition du triumvirat bat de l'aile. Pompée est attaqué à la fois par les partisans de Caton et par Clodius Pulcher qui a pris son indépendance, et doit renforcer son alliance avec les autres triumvirs. Avec la menace de remplacer César en Gaule, les trois alliés renouvellent leur coalition avec les accords de Lucques : César doit réduire Clodius à l'impuissance, Pompée et Crassus doivent recevoir de prestigieux commandements après leurs consulats, et le mandat de César en Gaule doit être renouvelé. N'étant pas en mesure de gagner immédiatement les élections, ils décident de les repousser à l'année suivante, pour forcer la nomination d'un interroi, et essayer de profiter du chaos pour assurer les consulats de Pompée et Crassus.
Les consuls de 56 av. J.-C. partent au terme de leur mandat sans être remplacés et l'année 55 av. J.-C. commence sans magistrats. À la fin du mois de janvier, des élections tardives ont lieu, perturbées par la foule en colère, et Caton soutient la candidature de son beau-frère Lucius Domitius Ahenobarbus. Les triumvirs distribuent des pots-de-vin et usent de violence pour écarter les autres candidats aux élections, si bien que Pompée et Crassus sont élus consuls pour l'année 55 av. J.-C. et prennent immédiatement leurs fonctions,. Pendant ces élections, Caton est candidat à la préture contre Publius Vatinius ; il a le soutien des principaux électeurs, mais Pompée interrompt les élections sous prétexte d'oracles défavorables, puis distribue de nouveaux pots-de-vins et écarte les soutiens de Caton. Publius Vatinius est alors élu.
Caton participe au débat sur la lex Trebonia, accordant à Crassus le gouvernement de la Syrie, afin qu'il puisse mener une guerre contre l'Empire parthe. Caton reprend sa tactique d'obstruction pour empêcher cette loi, jusqu'à ce que ses opposants le fassent arrêter, ce qui lui permet de se plaindre d'avoir été maltraité. Pour l'empêcher de recommencer, lors des débats suivants, il est empêché d'entrer par des partisans armés. Il tente la même tactique d'obstruction contre la lex Licinia Pompeia destinée à étendre le commandement de César, mais en vain. À ce moment, selon Plutarque, Caton tente de séparer Pompée de César, plutôt que de s'opposer au triumvirat uni. À la fin de l'année, Pompée est censé prendre le commandement de l'Hispanie, mais décide, à l'encontre de la tradition, de rester à Rome et de gouverner à travers ses légats.

#### Préteur
Le consulat de Pompée et Crassus est d'abord fructueux, mais il fonctionne moins bien sur le long terme. Les élections des magistrats de 54 av. J.-C. sont un succès pour Caton et ses alliés. Sans violence pour forcer l'élection en leur faveur, l'électorat réagit froidement aux candidats soutenus par le triumvirat. Lucius Domitius Ahenobarbus, qui était déjà candidat l'année précédente, est élu ainsi qu'Appius Claudius Pulcher. Caton devient préteur et reçoit la présidence du tribunal des affaires de corruption. Les opposants au triumvirat portent alors devant le tribunal plusieurs plaintes contre les alliés du triumvirat, mais presque toutes finissent par des acquittements, probablement car le réseau complexe des alliances entre sénateurs ne permet pas de réduire les situations à un simple choix entre deux partis politiques ou deux idéologies.
Une plainte est déposée contre Aulus Gabinius pour avoir reçu dix mille talents de Ptolémée XII pour que Rome envahisse l'Égypte et le remette sur le trône. Gabinius est condamné à l'exil. Des nombreuses plaintes contre les soutiens du triumvirat, celle contre Gabinius est la seule à avoir abouti. Il est possible que Caton ait tenté de surinterpréter la juridiction de son tribunal pour lui permettre de mener des poursuites qu'il ne pouvait pas mener avec la législation normale.
Il tente également de refaire passer des lois pour mettre fin à la corruption électorale, en exigeant de tous les candidats de présenter des comptes détaillés, mais la loi, bien que votée par le sénat, est rejetée par le peuple. Distribuer de l'argent ou des cadeaux en échange de votes est alors une source de revenus importante pour certains électeurs, mettre fin à cette pratique les mettrait en difficulté financière. Caton perd aussi de sa popularité par ses réactions aux victoires de César en Gaule et en Germanie. Apprenant que César a attaqué pendant une trève, mais qu'il a remporté la victoire et tué environ 430 000 Germains, Caton déclare que César a commis un sacrilège et doit se rendre aux Germains, mais personne ne le suit.
Cette année indique également que bien que la croisade anti-corruption de Caton soit un échec, elle répond à un besoin. Quand les intérêts doublent alors que les candidats doivent emprunter pour décerner des pots-de-vin, un accord est trouvé entre deux consuls conservateurs, un soutien du triumvirat et un opposant, pour mettre en commun leurs ressources afin de distribuer des pots-de-vin et permettre leur nomination dans des provinces intéressantes. L'un des participants révèle l'arrangement au sénat, et tous sont accusés de corruption électorale, les peines les plus lourdes sont attribuées au consul Domitius, le beau-frère de Caton. En réaction au scandale, le sénat décide de repousser les élections pour mener l'enquête, mais les tribuns commencent à apporter leur véto à plusieurs propositions électorales.

#### Le chaos
Les vétos répétés des tribuns empêchent la tenue d'élections en 54 av. J.-C. pour les consuls de l'année 53 av. J.-C.. Selon les sources antiques, ces délais sont créés pour justifier la nomination de Pompée comme dictateur, ce à quoi Caton et d'autres sénateurs comme Marcus Junius Brutus s'opposent fermement. Caton félicite Pompée pour son sens civique quand celui-ci refuse d'être dictateur, ce qui permet d'apaiser la situation politique et d'élire deux consuls conservateurs, Cnaeus Domitius Calvinus et Marcus Valerius Messalla Rufus, en juillet 53 av. J.-C.. Pendant leur mandat tronqué, ils semblent ne proposer qu'une seule loi, pour imposer un délai de cinq ans entre la magistrature et le poste de gouverneur. Le but est de limiter la capacité des consuls à sélectionner la province qu'ils doivent gouverner, et de leur rendre plus difficile d'emprunter de l'argent pour le rembourser avec les gains de leur province, si ces gains sont retardés. Caton est probablement co-auteur et soutien de cette loi. Elle est cependant refusée devant l'assemblée du peuple et par les jeunes sénateurs.
Malgré la mort de Julia, fille de César et épouse de Pompée, ce dernier continue de soutenir César : il envoie une légion d'Hispanie en Gaule à la demande de César, un accord que Caton condamne pour outrepasser les prérogatives du sénat et utiliser les légions romaines comme des propriétés personnelles. En 53 av. J.-C., Rome apprend la défaite de Crassus dans la bataille de Carrhes et sa mort aux mains des Parthes en Syrie. Selon Plutarque, cela rend la confrontation entre César et Pompée inévitable, mais leur alliance n'est pas immédiatement rompue, même après le remariage de Pompée avec la fille de Scipion, Cornelia Metella,.
L'année est également marquée par la violence entre les militants de Clodius Pulcher et de Milon, un autre candidat au consulat. Leurs affrontements durent des mois, et ajoutés à l'ajournement des élections par les tribuns, ils amènent à nouveau à demander que Pompée devienne dictateur. Quand l'année 52 av. J.-C. commence sans magistrats et que Clodius est assassiné par Milon hors de Rome, la violence augmente encore. La curia Hostilia, siège du sénat, et la basilique Porcia sont détruites dans un incendie lors du bûcher funéraire de Clodius,.

#### Consulat de Pompée
L'impasse politique et l'anarchie dans les rues poussent Caton et Bibulus à demander que Pompée soit l'unique consul. Selon Plutarque et d'autres sources antiques, le but est d'empêcher de lui donner la dictature tout en rétablissant un gouvernement fonctionnel. Cependant, pour des historiens modernes comme John T. Ramsey, il y a d'autres raisons politiques à ce choix : les tribuns veulent poursuivre Milon pour l'assassinat de Clodius, ce qui n'est pas possible s'il devient consul et obtient ainsi l'immunité. S'assurer que Pompée seul est élu permet de stabiliser la cité et, en empêchant l'élection de Milon, d'assurer que ce dernier sera jugé,. La manœuvre rompt clairement avec les traditions, mais elle permet à Pompée de restaurer l'ordre dans la cité sans lui accorder des pouvoirs illimités.
Le consulat unique de Pompée marque un tournant dans l'histoire de la république romaine. Il convoque un tribunal et fait intimider le jury par ses soldats pour faire accuser Milon de trouble à l'ordre public. Caton fait partie des jurés et deux de ses alliés dirigent le tribunal, ce qui peut indiquer qu'ils ont accepté un compromis pour obtenir le jugement de Milon. Caton vote clairement en faveur de l'acquittement, mais, bien qu'il soit défendu par Cicéron, Milon est quand même condamné. Pompée, pendant son consulat, soutient la loi dite « des dix tribuns » qui permet à César de se présenter comme consul in absentia.
En essayant de forcer la rupture entre Pompée et César, en 52 av. J.-C., Caton est candidat au consulat de 51 av. J.-C.. Il affirme le faire par devoir, dans l'esprit de Lucius Quinctius Cincinnatus appelé par le peuple, cette fois pour défendre la république contre César et Pompée, mais il est battu par les candidats pompéiens. Sa campagne est trop austère selon Erich Gruen : il « ne distribue pas d'argent et ne promet aucune faveur ; sa campagne semble avoir été conçue pour gagner l'admiration mais pas le vote ». Cicéron lui reproche, alors que l'État a besoin de lui, de ne pas vouloir ou de ne pas pouvoir mettre de côté ses principes pour gagner l'élection au consulat. Après cette défaite, Caton ne se représentera plus comme consul.

### Guerre civile de César

Déplacements de Caton pendant la guerre civile de César. En bleu, déplacements de Rome à la bataille de Pharsale. En rouge, déplacements vers Utique après cette bataille. Le déplacement vers l'Afrique est en pointillé : Caton a peut-être voyagé par la terre (selon Plutarque) ou par la mer (selon Dion).

Le premier triumvirat a été formé en réponse à l'obstruction de Caton. Depuis 52 av. J.-C., Caton tente de séparer Pompée et César. Pendant un certain temps, Pompée tente de garder toutes les options ouvertes, mais finit par se rendre compte que sa prééminence est incompatible avec la popularité et l'influence grandissantes de César. Caton le pousse à l'opposition à César et continue de soutenir que César est un tyran en puissance, ce qui est un point de vue partagé par la majorité de l'élite sénatoriale en 51 av. J.-C.. Cependant, les événements commencent alors à échapper au contrôle de Caton, car l'initiative passe à ses alliés, qui contrairement à lui, sont prêts à aller jusqu'au bout pour détruire César.
Les tentatives de rappeler César de Gaule commencent au début de l'année 51 av. J.-C. sous le consul Marcus Claudius Marcellus, ancien confrère de Caton à la questure. Après la victoire de César contre Vercingétorix à la bataille d'Alésia, Claudius affirme qu'il n'y a plus de raison que César se présente comme consul in absentia, et que sa tâche dans sa province étant terminée, lui et son armée doivent rentrer à Rome. Mais il rencontre l'opposition des tribuns alliés de César, ainsi que de Pompée. L'année suivante, en 50 av. J.-C., le sénat commence à pousser pour que le commandement de César en Gaule lui soit retiré ; en réponse, César tente de se faire de nouveaux alliés en versant des pots-de-vin, notamment à l'un des consuls, Lucius Æmilius Paullus.
L'un des soutiens de César, Caius Scribonius Curio dit Curion, propose que César et Pompée abandonnent tous les deux leurs commandements. Selon Plutarque, Caton réplique immédiatement que cette proposition est une manœuvre de César pour s'emparer du gouvernement. Cette affirmation est mise en doute car une telle réaction est incohérente avec la lutte de Caton contre la concentration des pouvoirs et serait prématurée. Dans tous les cas, la majorité du sénat est favorable à la proposition, estimant qu'un désarmement mutuel peut apaiser les tensions et éviter une guerre civile. Les opposants remarquent cependant que le commandement de Pompée en Hispanie est encore récent, ne datant que de 52 av. J.-C., et qu'il n'est pas justifié de le lui retirer si vite. Malgré cela, le sénat approuve à 370 voix contre 22 le désarmement. Le vote de Caton n'est pas documenté mais la plupart des historiens pensent que Caton vote contre, probablement pour s'opposer à César ; pour d'autres historiens comme Helga Botermann, des lettres de Sénèque laissent entendre que Caton vote pour.
En prêchant pendant des années l'opposition à César, Caton a inculqué une mentalité de confrontation contre César à de nombreux jeunes sénateurs, dans l'espoir qu'une forte opposition du sénat puisse faire plier César. En présentant César comme un tyran, il persuade plusieurs d'entre eux de choisir la guerre contre César plutôt que de négocier. Quelques semaines avant le début de la guerre, en janvier 49 av. J.-C., Caton, Pompée et leurs alliés ont durci leurs positions politiques au point qu'il ne leur est plus possible de faire des concessions. Caton pousse d'ailleurs Pompée et les autres à refuser tous les compromis proposés, en pensant faire ainsi renoncer César. Le 7 janvier 49 av. J.-C., le sénat décide d'un senatus consultum ultimum contre César, pensant qu'il a déjà commencé à envahir Rome.

#### Fuite d'Italie
César refuse de reculer, et franchit le Rubicon à la surprise de Caton. La stratégie utilisée contre lui le met dans une position où la seule alternative à la mort politique est la guerre civile. Caton change alors de discours et tente de proposer une négociation. Quand Pompée apprend la rapide avancée de César, il décide de quitter l'Italie pour les provinces de l'est, et d'utiliser sa flotte pour contenir César en Italie en attendant de reprendre la péninsule.
Le 23 janvier, César propose la paix et accepte de quitter le commandement militaire et d'être candidat au consulat en personne, en échange d'une amnistie et de l'exil de Pompée en Hispanie. Selon Cicéron, Caton soutient sa proposition et force l'entrée au conseil de guerre pour en discuter. L'offre de paix est rejetée par les tenants d'une ligne dure qui veulent s'opposer militairement à César, ce qui indique que Caton perd le contrôle de sa propre coalition. Il tente de donner le commandement militaire à Pompée pour affronter César, mais le sénat préfère le répartir entre plusieurs généraux, que César vaincra un par un.
Caton est nommé par Pompée gouverneur de la Sicile pour y récupérer des hommes et des ressources. Le but peut être d'éloigner Caton et sa tiédeur face à la guerre civile loin des batailles, mais une autre hypothèse fait de lui le centre d'une stratégie visant à bloquer l'Italie et affamer César en le coupant des réserves de céréales de la Sicile. Le débarquement le 23 avril des troupes de Caius Asinius Pollio l'oblige à évacuer l'île, apparemment sans livrer bataille selon Cicéron, alors qu'il dispose d'une armée suffisante pour résister. Cependant, les césariens commandés par Curion et arrivés par la suite l'auraient de toute façon obligé à évacuer.

#### Grèce et Afrique
Il rejoint Pompée, et remporte quelques avantages sur les troupes de César à Dyrrachium. Plutarque rapporte qu'à son arrivée, Caton admet que la politique plus modérée de Cicéron encourageant un compromis avec César était meilleure : « la détresse (de Caton) devant les conséquences de sa politique de dureté (...) a pu lui peser lourdement ». Il part ensuite pour l'Asie mineure organiser des ravitaillements par bateaux, mais constatant qu'il n'y est pas utile, il rejoint Rhodes pour aider Pompée, et laisse sa famille sur place avant de retourner auprès de Pompée en Grèce, où il refuse le commandement des forces navales en arguant que Bibulus a la préséance en tant que consul. Devant la victoire relative de la bataille de Dyrrachium, Caton est très touché à la vue des pertes.
Caton n'est pas présent à la bataille de Pharsale, s'étant opposé à la décision de Pompée de poursuivre César après la bataille de Dyrrachium. Laissé en arrière pour commander Dyrrachium, peut-être pour écarter les critiques comme Cicéron et lui en cas de victoire de Pompée, Caton apprend de Titus Labienus la défaite de Pompée à Pharsale. Il part alors pour Corcyre en demandant à Cicéron de prendre le commandement, puisqu'il détient l'imperium de par sa propréture et qu'il est le magistrat le plus élevé, mais Cicéron préfère rentrer et demander le pardon de César. Caton permet aux déserteurs de partir, et s'embarque pour l'Égypte via Cyrène. Peu après l'assassinat de Pompée, il rassemble les débris de l'armée républicaine et se rend en Afrique, où Quintus Metellus Scipion, à la tête de quelques troupes, se préparait à résister à César. Découvrant une situation fracturée, il réconcilie Scipion avec Publius Attius Varus et confirme le commandement de Scipion. Selon les contemporains, Caton choisit Scipion à cause de sa dignité consulaire et de son nom, un descendant des Cornelii Scipiones ayant vaincu Hannibal pouvant inspirer les soldats, mais il est possible que ce soit parce que Caton ne veut pas commander lui-même une bataille contre d'autres citoyens romains.

### Dernière campagne et mort

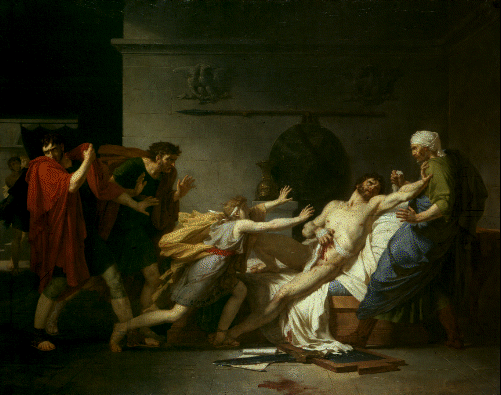
La Mort de Caton d'Utique par Pierre-Narcisse Guérin, 1797.

Caton reçoit le commandement d'Utique après avoir convaincu Scipion d'en épargner les habitants qui voulaient se rendre à César. Il renforce les défenses de la cité, recrute des troupes et fait des réserves en attendant l'arrivée de César. Pendant son séjour en Afrique, il se persuade cependant que la victoire de Scipion et de ses forces risque d'être suivie de terribles représailles.
Il prescrit une stratégie d'encerclement de César, mais Scipion le traîte de lâche et l'accuse de refuser la bataille. Caton confie alors en privé que cette guerre est sans espoir et qu'il ne rentrera pas à Rome quel que soit le vainqueur. Scipion ignore les conseils de Caton et rencontre les forces de César dans la bataille de Thapsus le 6 avril 46 av. J.-C., où il est vaincu.
Enfermé à Utique, Caton reçoit la nouvelle de la défaite de Scipion trois jours plus tard, ce qui cause un vent de panique dans sa ville. Sachant que la défaite est inévitable, il fait évacuer tous les citoyens romains qui veulent s'enfuir. Il envoie une ambassade composée de sa famille et de ses alliés auprès d'un des hommes de César, Lucius Julius César, demander leur propre pardon tandis que Caton se prépare à mourir.
Après avoir réglé les comptes financiers de la cité et distribué le reste de l'argent à ses habitants, Caton donne à dîner à ses amis et discute avec eux de la croyance stoïcienne qu'un homme vraiment libre ne doit jamais devenir esclave, et déclare qu'il ne veut pas « survivre à la liberté ». Il demande son épée qui lui a été retirée, et ses amis le supplient de ne pas se tuer. Il demande un rapport sur les bateaux ayant fui la ville, et satisfait des nouvelles, il se plante son épée dans l'abdomen. Les détails de son suicide sont rapportés avec des exagérations après sa mort, notamment par Plutarque qui écrit :

« (Caton) sortit son épée de son fourreau et se perça sous la poitrine. Sa poussée, cependant, était un peu faible (...) il ne se tua pas tout de suite. (...) Ses serviteurs entendirent du bruit et crièrent, puis son fils arriva immédiatement avec ses amis (...) Puis un médecin, voyant les organes intacts, commença à lui recoudre le ventre. Caton qui revenait à lui plongea ses mains sur la plaie et l'ouvrit, et mourut aussitôt. »

Jules César, qui comptait lui accorder la vie sauve, arrive trop tard et regrette que sa mort l'empêche de lui accorder son pardon : « Ô Caton ! je t’envie ta mort, car tu m’as envié de te sauver la vie,. »
Le peuple d'Utique lui fait un tombeau sur la plage où se dressait une statue de Caton à l'époque de Plutarque.

## Arbre généalogique
|  |  | Salonia (2)         | Salonia (2)         | Salonia (2)         | Salonia (2)         | Salonia (2)                    | Salonia (2)                    |                                |                                | Caton l'Ancien                 | Caton l'Ancien                 | Caton l'Ancien | Caton l'Ancien | Caton l'Ancien                 | Caton l'Ancien                 |                                |                                | Licinia (1)                    | Licinia (1)                    | Licinia (1)              | Licinia (1)              | Licinia (1)              | Licinia (1)              |                      |                      |                      |                      |                    |                    |                    |                    |             |             |                                    |                                    |                                    |                                    |                                    |                                    |               |               |                              |                              |                              |                              |                              |                              |                         |                         |                          |                          |                          |                          |                          |                          |              |              |                                 |                                 |                                 |                                 |                                 |                                 |                        |                        |                        |                        |  |  |  |  |  |  |  |  |  |  |  |  |  |  |  |  |  |  |  |  |  |  |
|  |  | Salonia (2)         | Salonia (2)         | Salonia (2)         | Salonia (2)         | Salonia (2)                    | Salonia (2)                    |                                |                                | Caton l'Ancien                 | Caton l'Ancien                 | Caton l'Ancien | Caton l'Ancien | Caton l'Ancien                 | Caton l'Ancien                 |                                |                                | Licinia (1)                    | Licinia (1)                    | Licinia (1)              | Licinia (1)              | Licinia (1)              | Licinia (1)              |                      |                      |                      |                      |                    |                    |                    |                    |             |             |                                    |                                    |                                    |                                    |                                    |                                    |               |               |                              |                              |                              |                              |                              |                              |                         |                         |                          |                          |                          |                          |                          |                          |              |              |                                 |                                 |                                 |                                 |                                 |                                 |                        |                        |                        |                        |  |  |  |  |  |  |  |  |  |  |  |  |  |  |  |  |  |  |  |  |  |  |
|  |  |                     |                     |                     |                     |                                |                                |                                |                                |                                |                                |                |                |                                |                                |                                |                                |                                |                                |                          |                          |                          |                          |                      |                      |                      |                      |                    |                    |                    |                    |             |             |                                    |                                    |                                    |                                    |                                    |                                    |               |               |                              |                              |                              |                              |                              |                              |                         |                         |                          |                          |                          |                          |                          |                          |              |              |                                 |                                 |                                 |                                 |                                 |                                 |                        |                        |                        |                        |  |  |  |  |  |  |  |  |  |  |  |  |  |  |  |  |  |  |  |  |  |  |
|  |  |                     |                     |                     |                     | Marcus Porcius Cato Salonianus | Marcus Porcius Cato Salonianus | Marcus Porcius Cato Salonianus | Marcus Porcius Cato Salonianus | Marcus Porcius Cato Salonianus | Marcus Porcius Cato Salonianus |                |                | Marcus Porcius Cato Licinianus | Marcus Porcius Cato Licinianus | Marcus Porcius Cato Licinianus | Marcus Porcius Cato Licinianus | Marcus Porcius Cato Licinianus | Marcus Porcius Cato Licinianus |                          |                          |                          |                          |                      |                      |                      |                      |                    |                    |                    |                    |             |             | Marcus Livius Drusus               | Marcus Livius Drusus               | Marcus Livius Drusus               | Marcus Livius Drusus               | Marcus Livius Drusus               | Marcus Livius Drusus               |               |               |                              |                              |                              |                              |                              |                              |                         |                         |                          |                          |                          |                          |                          |                          |              |              |                                 |                                 |                                 |                                 |                                 |                                 |                        |                        |                        |                        |  |  |  |  |  |  |  |  |  |  |  |  |  |  |  |  |  |  |  |  |  |  |
|  |  |                     |                     |                     |                     | Marcus Porcius Cato Salonianus | Marcus Porcius Cato Salonianus | Marcus Porcius Cato Salonianus | Marcus Porcius Cato Salonianus | Marcus Porcius Cato Salonianus | Marcus Porcius Cato Salonianus |                |                | Marcus Porcius Cato Licinianus | Marcus Porcius Cato Licinianus | Marcus Porcius Cato Licinianus | Marcus Porcius Cato Licinianus | Marcus Porcius Cato Licinianus | Marcus Porcius Cato Licinianus |                          |                          |                          |                          |                      |                      |                      |                      |                    |                    |                    |                    |             |             | Marcus Livius Drusus               | Marcus Livius Drusus               | Marcus Livius Drusus               | Marcus Livius Drusus               | Marcus Livius Drusus               | Marcus Livius Drusus               |               |               |                              |                              |                              |                              |                              |                              |                         |                         |                          |                          |                          |                          |                          |                          |              |              |                                 |                                 |                                 |                                 |                                 |                                 |                        |                        |                        |                        |  |  |  |  |  |  |  |  |  |  |  |  |  |  |  |  |  |  |  |  |  |  |
|  |  |                     |                     |                     |                     |                                |                                |                                |                                |                                |                                |                |                |                                |                                |                                |                                |                                |                                |                          |                          |                          |                          |                      |                      |                      |                      |                    |                    |                    |                    |             |             |                                    |                                    |                                    |                                    |                                    |                                    |               |               |                              |                              |                              |                              |                              |                              |                         |                         |                          |                          |                          |                          |                          |                          |              |              |                                 |                                 |                                 |                                 |                                 |                                 |                        |                        |                        |                        |  |  |  |  |  |  |  |  |  |  |  |  |  |  |  |  |  |  |  |  |  |  |
|  |  |                     |                     |                     |                     | Marcus Porcius Cato (2)        | Marcus Porcius Cato (2)        | Marcus Porcius Cato (2)        | Marcus Porcius Cato (2)        | Marcus Porcius Cato (2)        | Marcus Porcius Cato (2)        |                |                |                                |                                |                                |                                |                                |                                |                          |                          |                          |                          |                      |                      | Livia Drusa          | Livia Drusa          | Livia Drusa        | Livia Drusa        | Livia Drusa        | Livia Drusa        |             |             |                                    |                                    |                                    |                                    |                                    |                                    |               |               | Quintus Servilius Caepio (1) | Quintus Servilius Caepio (1) | Quintus Servilius Caepio (1) | Quintus Servilius Caepio (1) | Quintus Servilius Caepio (1) | Quintus Servilius Caepio (1) |                         |                         |                          |                          |                          |                          |                          |                          |              |              | Marcus Livius Drusus            | Marcus Livius Drusus            | Marcus Livius Drusus            | Marcus Livius Drusus            | Marcus Livius Drusus            | Marcus Livius Drusus            |                        |                        |                        |                        |  |  |  |  |  |  |  |  |  |  |  |  |  |  |  |  |  |  |  |  |  |  |
|  |  |                     |                     |                     |                     | Marcus Porcius Cato (2)        | Marcus Porcius Cato (2)        | Marcus Porcius Cato (2)        | Marcus Porcius Cato (2)        | Marcus Porcius Cato (2)        | Marcus Porcius Cato (2)        |                |                |                                |                                |                                |                                |                                |                                |                          |                          |                          |                          |                      |                      | Livia Drusa          | Livia Drusa          | Livia Drusa        | Livia Drusa        | Livia Drusa        | Livia Drusa        |             |             |                                    |                                    |                                    |                                    |                                    |                                    |               |               | Quintus Servilius Caepio (1) | Quintus Servilius Caepio (1) | Quintus Servilius Caepio (1) | Quintus Servilius Caepio (1) | Quintus Servilius Caepio (1) | Quintus Servilius Caepio (1) |                         |                         |                          |                          |                          |                          |                          |                          |              |              | Marcus Livius Drusus            | Marcus Livius Drusus            | Marcus Livius Drusus            | Marcus Livius Drusus            | Marcus Livius Drusus            | Marcus Livius Drusus            |                        |                        |                        |                        |  |  |  |  |  |  |  |  |  |  |  |  |  |  |  |  |  |  |  |  |  |  |
|  |  |                     |                     |                     |                     |                                |                                |                                |                                |                                |                                |                |                |                                |                                |                                |                                |                                |                                |                          |                          |                          |                          |                      |                      |                      |                      |                    |                    |                    |                    |             |             |                                    |                                    |                                    |                                    |                                    |                                    |               |               |                              |                              |                              |                              |                              |                              |                         |                         |                          |                          |                          |                          |                          |                          |              |              |                                 |                                 |                                 |                                 |                                 |                                 |                        |                        |                        |                        |  |  |  |  |  |  |  |  |  |  |  |  |  |  |  |  |  |  |  |  |  |  |
|  |  |                     |                     |                     |                     |                                |                                |                                |                                |                                |                                |                |                |                                |                                |                                |                                |                                |                                |                          |                          |                          |                          |                      |                      |                      |                      |                    |                    |                    |                    |             |             |                                    |                                    |                                    |                                    |                                    |                                    |               |               |                              |                              |                              |                              |                              |                              |                         |                         |                          |                          |                          |                          |                          |                          |              |              |                                 |                                 |                                 |                                 |                                 |                                 |                        |                        |                        |                        |  |  |  |  |  |  |  |  |  |  |  |  |  |  |  |  |  |  |  |  |  |  |
|  |  | Atilia (1)          | Atilia (1)          | Atilia (1)          | Atilia (1)          | Atilia (1)                     | Atilia (1)                     |                                |                                | Caton d'Utique                 | Caton d'Utique                 | Caton d'Utique | Caton d'Utique | Caton d'Utique                 | Caton d'Utique                 |                                |                                | Marcus Junius Brutus (1)       | Marcus Junius Brutus (1)       | Marcus Junius Brutus (1) | Marcus Junius Brutus (1) | Marcus Junius Brutus (1) | Marcus Junius Brutus (1) |                      |                      | Servilia Caepionis   | Servilia Caepionis   | Servilia Caepionis | Servilia Caepionis | Servilia Caepionis | Servilia Caepionis |             |             | Decimus Junius Silanus (2)         | Decimus Junius Silanus (2)         | Decimus Junius Silanus (2)         | Decimus Junius Silanus (2)         | Decimus Junius Silanus (2)         | Decimus Junius Silanus (2)         |               |               | Servilia la Jeune            | Servilia la Jeune            | Servilia la Jeune            | Servilia la Jeune            | Servilia la Jeune            | Servilia la Jeune            |                         |                         | Quintus Servilius Caepio | Quintus Servilius Caepio | Quintus Servilius Caepio | Quintus Servilius Caepio | Quintus Servilius Caepio | Quintus Servilius Caepio |              |              | Marcus Livius Drusus Claudianus | Marcus Livius Drusus Claudianus | Marcus Livius Drusus Claudianus | Marcus Livius Drusus Claudianus | Marcus Livius Drusus Claudianus | Marcus Livius Drusus Claudianus |                        |                        |                        |                        |  |  |  |  |  |  |  |  |  |  |  |  |  |  |  |  |  |  |  |  |  |  |
|  |  | Atilia (1)          | Atilia (1)          | Atilia (1)          | Atilia (1)          | Atilia (1)                     | Atilia (1)                     |                                |                                | Caton d'Utique                 | Caton d'Utique                 | Caton d'Utique | Caton d'Utique | Caton d'Utique                 | Caton d'Utique                 |                                |                                | Marcus Junius Brutus (1)       | Marcus Junius Brutus (1)       | Marcus Junius Brutus (1) | Marcus Junius Brutus (1) | Marcus Junius Brutus (1) | Marcus Junius Brutus (1) |                      |                      | Servilia Caepionis   | Servilia Caepionis   | Servilia Caepionis | Servilia Caepionis | Servilia Caepionis | Servilia Caepionis |             |             | Decimus Junius Silanus (2)         | Decimus Junius Silanus (2)         | Decimus Junius Silanus (2)         | Decimus Junius Silanus (2)         | Decimus Junius Silanus (2)         | Decimus Junius Silanus (2)         |               |               | Servilia la Jeune            | Servilia la Jeune            | Servilia la Jeune            | Servilia la Jeune            | Servilia la Jeune            | Servilia la Jeune            |                         |                         | Quintus Servilius Caepio | Quintus Servilius Caepio | Quintus Servilius Caepio | Quintus Servilius Caepio | Quintus Servilius Caepio | Quintus Servilius Caepio |              |              | Marcus Livius Drusus Claudianus | Marcus Livius Drusus Claudianus | Marcus Livius Drusus Claudianus | Marcus Livius Drusus Claudianus | Marcus Livius Drusus Claudianus | Marcus Livius Drusus Claudianus |                        |                        |                        |                        |  |  |  |  |  |  |  |  |  |  |  |  |  |  |  |  |  |  |  |  |  |  |
|  |  |                     |                     |                     |                     |                                |                                |                                |                                |                                |                                |                |                |                                |                                |                                |                                |                                |                                |                          |                          |                          |                          |                      |                      |                      |                      |                    |                    |                    |                    |             |             |                                    |                                    |                                    |                                    |                                    |                                    |               |               |                              |                              |                              |                              |                              |                              |                         |                         |                          |                          |                          |                          |                          |                          |              |              |                                 |                                 |                                 |                                 |                                 |                                 |                        |                        |                        |                        |  |  |  |  |  |  |  |  |  |  |  |  |  |  |  |  |  |  |  |  |  |  |
|  |  |                     |                     |                     |                     |                                |                                |                                |                                |                                |                                |                |                |                                |                                |                                |                                |                                |                                |                          |                          |                          |                          |                      |                      |                      |                      |                    |                    |                    |                    |             |             |                                    |                                    |                                    |                                    |                                    |                                    |               |               |                              |                              |                              |                              |                              |                              |                         |                         |                          |                          |                          |                          |                          |                          |              |              |                                 |                                 |                                 |                                 |                                 |                                 |                        |                        |                        |                        |  |  |  |  |  |  |  |  |  |  |  |  |  |  |  |  |  |  |  |  |  |  |
|  |  | Marcus Porcius Cato | Marcus Porcius Cato | Marcus Porcius Cato | Marcus Porcius Cato | Marcus Porcius Cato            | Marcus Porcius Cato            |                                |                                | Porcia Catonis                 | Porcia Catonis                 | Porcia Catonis | Porcia Catonis | Porcia Catonis                 | Porcia Catonis                 |                                |                                |                                |                                |                          |                          | Marcus Junius Brutus     | Marcus Junius Brutus     | Marcus Junius Brutus | Marcus Junius Brutus | Marcus Junius Brutus | Marcus Junius Brutus |                    |                    | Junia Prima        | Junia Prima        | Junia Prima | Junia Prima | Junia Prima                        | Junia Prima                        |                                    |                                    | Junia Secunda                      | Junia Secunda                      | Junia Secunda | Junia Secunda | Junia Secunda                | Junia Secunda                |                              |                              | Marcus Aemilius Lepidus      | Marcus Aemilius Lepidus      | Marcus Aemilius Lepidus | Marcus Aemilius Lepidus | Marcus Aemilius Lepidus  | Marcus Aemilius Lepidus  |                          |                          | Junia Tertia             | Junia Tertia             | Junia Tertia | Junia Tertia | Junia Tertia                    | Junia Tertia                    |                                 |                                 | Gaius Cassius Longinus          | Gaius Cassius Longinus          | Gaius Cassius Longinus | Gaius Cassius Longinus | Gaius Cassius Longinus | Gaius Cassius Longinus |  |  |  |  |  |  |  |  |  |  |  |  |  |  |  |  |  |  |  |  |  |  |
|  |  | Marcus Porcius Cato | Marcus Porcius Cato | Marcus Porcius Cato | Marcus Porcius Cato | Marcus Porcius Cato            | Marcus Porcius Cato            |                                |                                | Porcia Catonis                 | Porcia Catonis                 | Porcia Catonis | Porcia Catonis | Porcia Catonis                 | Porcia Catonis                 |                                |                                |                                |                                |                          |                          | Marcus Junius Brutus     | Marcus Junius Brutus     | Marcus Junius Brutus | Marcus Junius Brutus | Marcus Junius Brutus | Marcus Junius Brutus |                    |                    | Junia Prima        | Junia Prima        | Junia Prima | Junia Prima | Junia Prima                        | Junia Prima                        |                                    |                                    | Junia Secunda                      | Junia Secunda                      | Junia Secunda | Junia Secunda | Junia Secunda                | Junia Secunda                |                              |                              | Marcus Aemilius Lepidus      | Marcus Aemilius Lepidus      | Marcus Aemilius Lepidus | Marcus Aemilius Lepidus | Marcus Aemilius Lepidus  | Marcus Aemilius Lepidus  |                          |                          | Junia Tertia             | Junia Tertia             | Junia Tertia | Junia Tertia | Junia Tertia                    | Junia Tertia                    |                                 |                                 | Gaius Cassius Longinus          | Gaius Cassius Longinus          | Gaius Cassius Longinus | Gaius Cassius Longinus | Gaius Cassius Longinus | Gaius Cassius Longinus |  |  |  |  |  |  |  |  |  |  |  |  |  |  |  |  |  |  |  |  |  |  |
|  |  |                     |                     |                     |                     |                                |                                |                                |                                |                                |                                |                |                |                                |                                |                                |                                |                                |                                |                          |                          |                          |                          |                      |                      |                      |                      |                    |                    |                    |                    |             |             |                                    |                                    |                                    |                                    |                                    |                                    |               |               |                              |                              |                              |                              |                              |                              |                         |                         |                          |                          |                          |                          |                          |                          |              |              |                                 |                                 |                                 |                                 |                                 |                                 |                        |                        |                        |                        |  |  |  |  |  |  |  |  |  |  |  |  |  |  |  |  |  |  |  |  |  |  |
|  |  |                     |                     |                     |                     |                                |                                |                                |                                |                                |                                |                |                |                                |                                |                                |                                |                                |                                |                          |                          |                          |                          |                      |                      |                      |                      |                    |                    |                    |                    |             |             | une descendante de Pompée et Sylla | une descendante de Pompée et Sylla | une descendante de Pompée et Sylla | une descendante de Pompée et Sylla | une descendante de Pompée et Sylla | une descendante de Pompée et Sylla |               |               | Marcus Æmilius Lepidus Minor | Marcus Æmilius Lepidus Minor | Marcus Æmilius Lepidus Minor | Marcus Æmilius Lepidus Minor | Marcus Æmilius Lepidus Minor | Marcus Æmilius Lepidus Minor |                         |                         |                          |                          |                          |                          |                          |                          |              |              |                                 |                                 |                                 |                                 |                                 |                                 |                        |                        |                        |                        |  |  |  |  |  |  |  |  |  |  |  |  |  |  |  |  |  |  |  |  |  |  |
|  |  |                     |                     |                     |                     |                                |                                |                                |                                |                                |                                |                |                |                                |                                |                                |                                |                                |                                |                          |                          |                          |                          |                      |                      |                      |                      |                    |                    |                    |                    |             |             | une descendante de Pompée et Sylla | une descendante de Pompée et Sylla | une descendante de Pompée et Sylla | une descendante de Pompée et Sylla | une descendante de Pompée et Sylla | une descendante de Pompée et Sylla |               |               | Marcus Æmilius Lepidus Minor | Marcus Æmilius Lepidus Minor | Marcus Æmilius Lepidus Minor | Marcus Æmilius Lepidus Minor | Marcus Æmilius Lepidus Minor | Marcus Æmilius Lepidus Minor |                         |                         |                          |                          |                          |                          |                          |                          |              |              |                                 |                                 |                                 |                                 |                                 |                                 |                        |                        |                        |                        |  |  |  |  |  |  |  |  |  |  |  |  |  |  |  |  |  |  |  |  |  |  |
|  |  |                     |                     |                     |                     |                                |                                |                                |                                |                                |                                |                |                |                                |                                |                                |                                |                                |                                |                          |                          |                          |                          |                      |                      |                      |                      |                    |                    |                    |                    |             |             |                                    |                                    |                                    |                                    |                                    |                                    |               |               |                              |                              |                              |                              |                              |                              |                         |                         |                          |                          |                          |                          |                          |                          |              |              |                                 |                                 |                                 |                                 |                                 |                                 |                        |                        |                        |                        |  |  |  |  |  |  |  |  |  |  |  |  |  |  |  |  |  |  |  |  |  |  |
|  |  |                     |                     |                     |                     |                                |                                |                                |                                |                                |                                |                |                |                                |                                |                                |                                |                                |                                |                          |                          |                          |                          |                      |                      |                      |                      |                    |                    |                    |                    |             |             |                                    |                                    |                                    |                                    |                                    |                                    |               |               |                              |                              |                              |                              |                              |                              |                         |                         |                          |                          |                          |                          |                          |                          |              |              |                                 |                                 |                                 |                                 |                                 |                                 |                        |                        |                        |                        |  |  |  |  |  |  |  |  |  |  |  |  |  |  |  |  |  |  |  |  |  |  |
|  |  |                     |                     |                     |                     |                                |                                |                                |                                |                                |                                |                |                |                                |                                |                                |                                |                                |                                |                          |                          |                          |                          |                      |                      |                      |                      |                    |                    |                    |                    |             |             | Manius Aemilius Lepidus            | Manius Aemilius Lepidus            | Manius Aemilius Lepidus            | Manius Aemilius Lepidus            | Manius Aemilius Lepidus            | Manius Aemilius Lepidus            |               |               | Aemilia Lepida II            | Aemilia Lepida II            | Aemilia Lepida II            | Aemilia Lepida II            | Aemilia Lepida II            | Aemilia Lepida II            |                         |                         |                          |                          |                          |                          |                          |                          |              |              |                                 |                                 |                                 |                                 |                                 |                                 |                        |                        |                        |                        |  |  |  |  |  |  |  |  |  |  |  |  |  |  |  |  |  |  |  |  |  |  |

Légende :
(1) : premier époux ou épouse
(2) : second époux ou épouse
pointillés : fils adoptif
italique : assassin de César

## Postérité
Sénèque évoque le suicide de Caton comme un exemple de fermeté d'âme, conforme à la vertu de courage du stoïcisme,.
Plutarque lui consacre un chapitre dans ses Vies parallèles qui compare sa vie à celle de Phocion, où il indique qu'en perdant la préture, Caton se mit à jouer et qu'avant de se donner la mort, il médita sur un ouvrage de l'Académie écrit par Platon, le Phédon, qui traite de l'immortalité de l'âme.
Cicéron rédige son panégyrique, ainsi que Brutus, présentant Caton comme un grand philosophe stoïque. Jules César réplique par l'Anticato (en), œuvres aujourd'hui perdues, .

### Héritage politique
La politique traditionnelle du milieu de la république romaine se base sur le compromis des aristocrates, les débats politiques et les réformes. L'obstruction de Caton rompt avec les normes traditionnelles de compromis et de discussion, et l'escalade des tensions en réponse à cette obstruction s'avère dangereuse pour la république,. En s'opposant à des politiciens influents comme Pompée, César et Crassus, Caton, malgré son succès, les isole ainsi du reste du sénat et les pousse à former le premier triumvirat en 59 av. J.-C..
Pour de nombreux historiens, la stratégie politique de Caton jusqu'en 49 av. J.-C. contribue de manière significative à déclencher la guerre civile de César puis la chute de la république romaine, même si son intention n'était pas le conflit,,,,. Sa stratégie de convaincre les sénateurs que César est une menace pour la république et un tyran en devenir est un succès, mais elle a des conséquences quand ces sénateurs se mettent à vouloir affronter César à tout prix pour défendre la liberté, et déclenchent donc la guerre civile.
Pendant la majeure partie de sa carrière politique, il s'oppose autant que possible aux puissantes personnalités militaires. Cette opposition sans compromis le pousse à la confrontation contre César, dans l'espoir de le faire reculer. Caton et ses alliés détournent également Pompée des offres de paix et des compromis avant la guerre civile. Alors que Pompée est sur le point d'accepter un accord de César où ce dernier accepte d'abandonner toutes ses légions sauf une et toutes ses provinces sauf l'Illyrie, Caton joue sur la paranoïa de Pompée en le traitant de pion de César. En supposant que César ait pu craindre les poursuites judiciaires ou l'exil — ce qui est remis en doute de nos jours,, — Caton est une des rares personnes à pousser à détruire César politiquement par des poursuites.
Après sa mort, l'opposition de Caton à César est décrite dans des termes idéologiques, et il est dépeint comme un symbole héroïque des valeurs de la république qui s'effondre. Auguste se réapproprie également sa vie comme celle d'un symbole de la république.

### Stoïcisme
Caton a été célébré comme une incarnation de la philosophie stoïcienne, mais plusieurs historiens modernes indiquent que certains de ses actes sont en contradiction avec les principes du stoïcisme, comme sa colère après la rupture de ses fiançailles avec Æmilia Lepida, les funérailles somptueuses données à son demi-frère Caepio, ou son désespoir affiché à la vue des victimes de la guerre civile. Ils affirment que les actions de Caton sont en conformité avec les valeurs traditionnelles romaines, plutôt que celles du stoïcisme. Cependant, d'autres historiens notent que les contemporains de Caton ont explicitement mis en avant ses actions et son comportement inspirés par le stoïcisme, notamment Cicéron qui le célèbre dans son Pro Murena  ainsi que dans des lettres et des textes philosophiques.
L'historien Kit Morrell affirme que « la tradition du « martyr stoïcien » a déformé ou éclipsé le Caton historique ».

### Littérature
Augustin d'Hippone évoque le geste suicidaire de Caton dans La Cité de Dieu, pour le condamner.
Jean-Jacques Rousseau admirait Caton comme modèle de vertu.
Georg Büchner discourt sur Caton d’Utique lors d’une cérémonie publique au lycée de Darmstadt le 29 septembre 1830. Christian Bourgois éditeur.

### Citations
Dans Porcie (1568), Robert Garnier met dans la bouche de l'héroïne éponyme cet éloge de son père (II, v. 229-234) :
J'eusse par mon trespas fait connoistre à Pluton,
Qu'à bon droit j'eusse esté la fille de Caton,
De ce Caton, Romains, que tout le monde estime,
De ce Caton fameux, qui d'un cœur magnanime,
Tant qu'il fut jouissant de la douce clairté,
Combatit ardemment pour nostre liberté.
Dans la Divine Comédie c'est Caton d'Utique qui accueille Dante et Virgile à l'entrée du Purgatoire.
- « Vider un principe de son sens, c'est confier la liberté à l'arbitraire » (rapportée par Plutarque)

### Dramaturgies

#### Théâtre
- Joseph Addison a pris en 1713 la mort de Caton pour sujet d'une tragédie dont le succès est dû en partie aux circonstances politiques de l'époque.
- Deschamps a également fait une tragédie en 1715, titrée Caton d’Utique.

#### Opéra
Plusieurs opéras Catone in Utica ont été composés sur un livret du poète italien Métastase, notamment par Leonardo Vinci (Catone in Utica, 1728), Johann Adolf Hasse (1731), Antonio Vivaldi (1737) et Johann Christian Bach (1761).

### Iconographie
- Buste de Caton d'Utique, bronze du site archéologique de Volubilis dans la maison à la mosaïque de Vénus, daté du temps de Néron ou de Vespasien
- Caton d'Utique lisant le Phédon avant de se donner la mort de Jean-Baptiste Roman et François Rude, musée du Louvre.

Peinture
Le suicide de Caton, dans une ambiance recueillie et nocturne, isolé ou au milieu des siens, est un sujet traité par de nombreux peintres ou sculpteurs :
- Le suicide de Caton, par Giambattista Langetti avant 1676, Ca' Rezzonico Venise
- La Mort de Caton d'Utique, peinte par François-André Vincent vers 1771-1775, Musée Fabre, Montpellier
- La Mort de Caton d'Utique, peinte par Guillaume Guillon Lethière (1795).
- Mort de Caton d'Utique, peinte par Josef Abel (1817).
- La Mort de Caton d'Utique, par Pierre-Narcisse Guérin, 1797, École nationale supérieure des beaux-arts, Paris.
- La Mort de Caton d'Utique, huile sur toile réalisée par le peintre d’histoire français Jean-Paul Laurens en 1863. Elle est conservée au musée des Augustins de Toulouse.

Sculpture
- La Mort de Caton d'Utique, bas-relief en plâtre par Joseph Brian, musée Calvet, Avignon.

La Mort de Caton d'Utique, en peinture
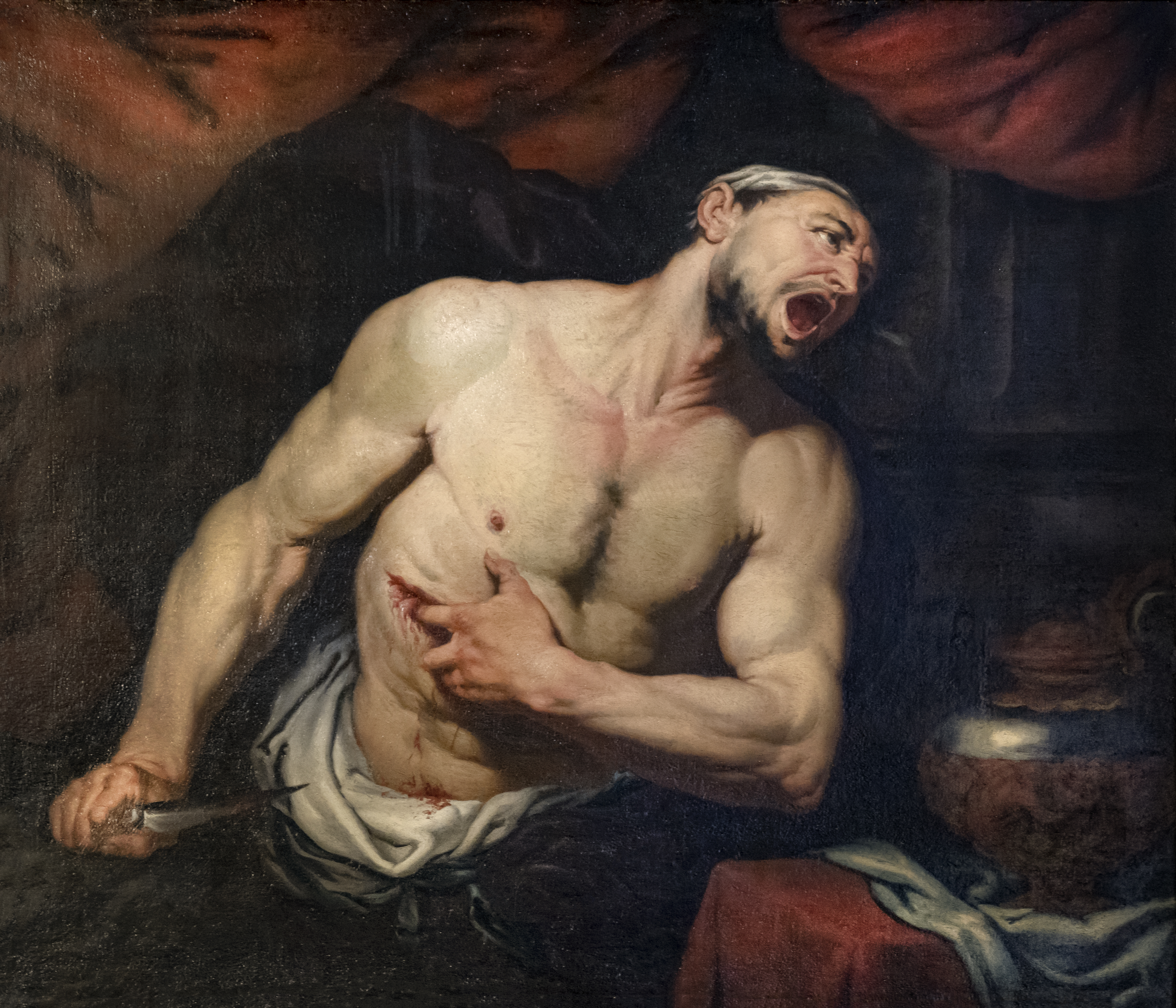
Par Giambattista Langetti
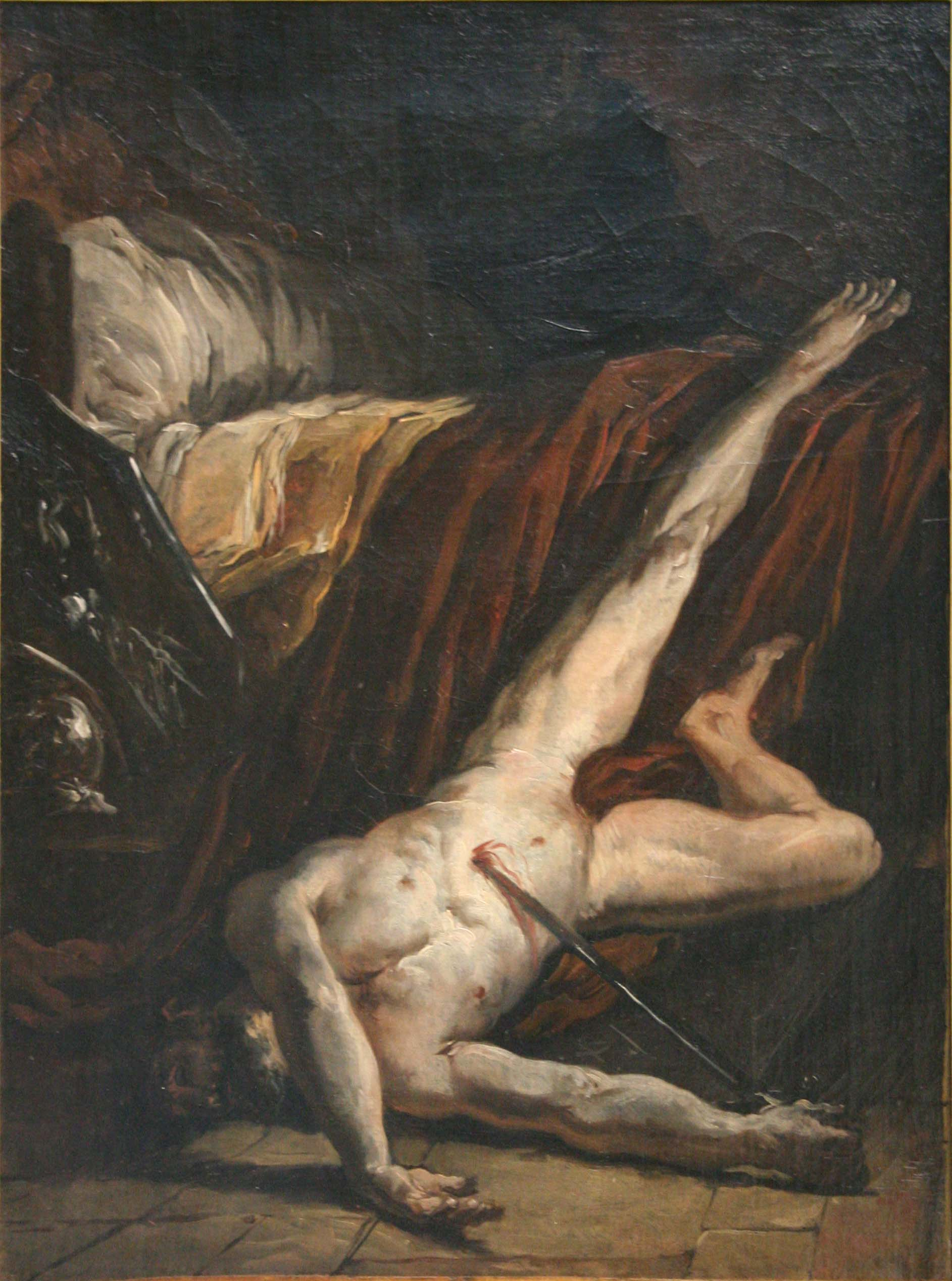
Par François-André Vincent
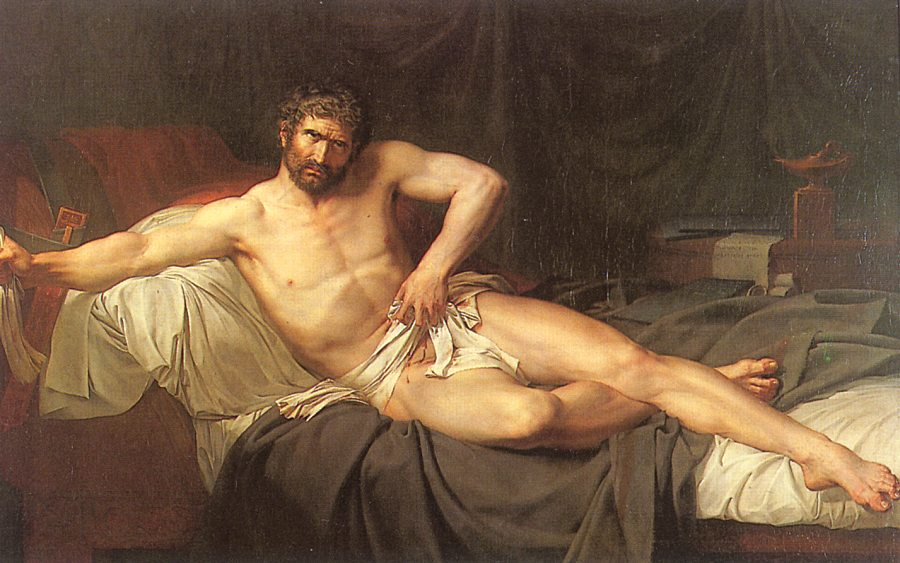
Par Guillaume Guillon Lethière
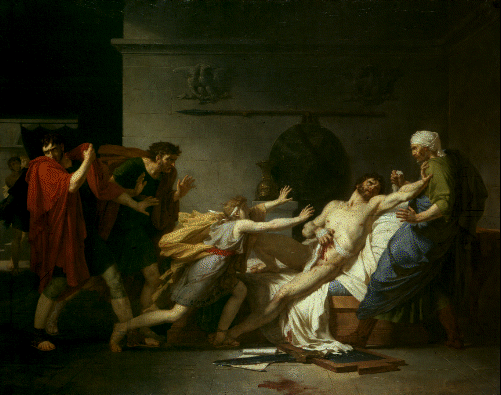
Par Pierre-Narcisse Guérin
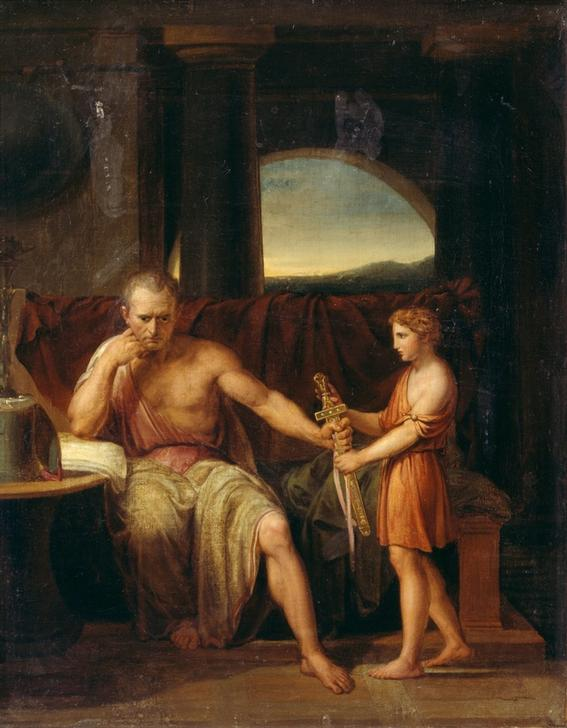
Par Josef Abel
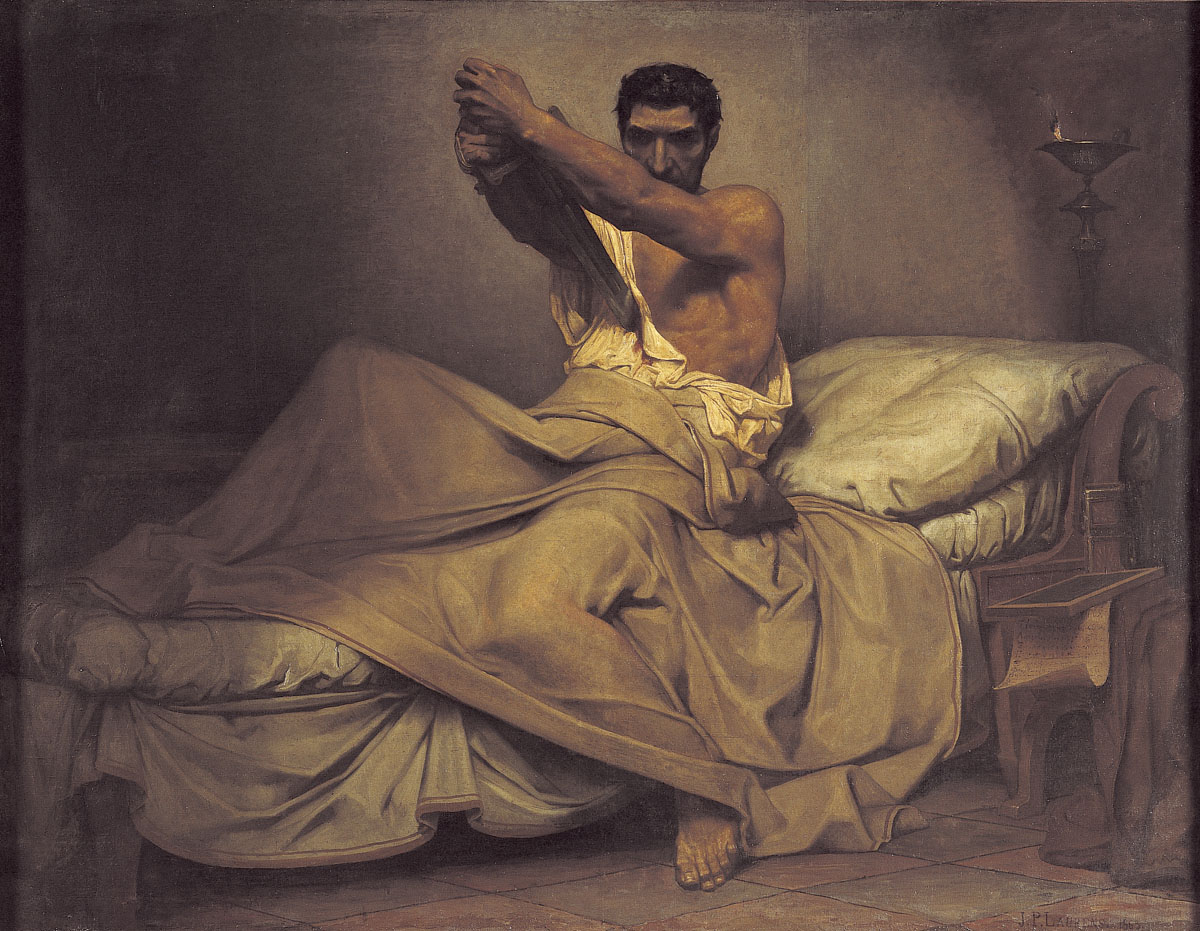
Par Jean-Paul Laurens

### Télévision
- Dans le téléfilm Jules César, Caton d'Utique est incarné par Christopher Walken.
- Dans la série de 2005 Rome, Caton est incarné par Karl Johnson (en).

## Sources
- Ressources relatives aux beaux-arts :   - British Museum
  - Sandrart.net
- Notices dans des dictionnaires ou encyclopédies généralistes :   - Britannica
  - Brockhaus
  - Den Store Danske Encyklopædi
  - Deutsche Biographie
  - Dizionario di Storia
  - Enciclopedia italiana
  - Enciclopedia De Agostini
  - Gran Enciclopèdia Catalana
  - Internetowa encyklopedia PWN
  - Store norske leksikon
  - Treccani
  - Universalis
  - Visuotinė lietuvių enciklopedija
- Notices d'autorité :   - VIAF
  - ISNI
  - BnF (données)
  - IdRef
  - LCCN
  - GND
  - Espagne
  - Pays-Bas
  - Israël
  - NUKAT
  - Catalogne
  - Suède
  - Vatican
  - Australie
  - Norvège
  - Tchéquie
  - Brésil
- Marie-Nicolas Bouillet  et Alexis Chassang (dir.), « Caton d'Utique » dans Dictionnaire universel d’histoire et de géographie, 1878 (lire sur Wikisource)